# 军机大臣列表

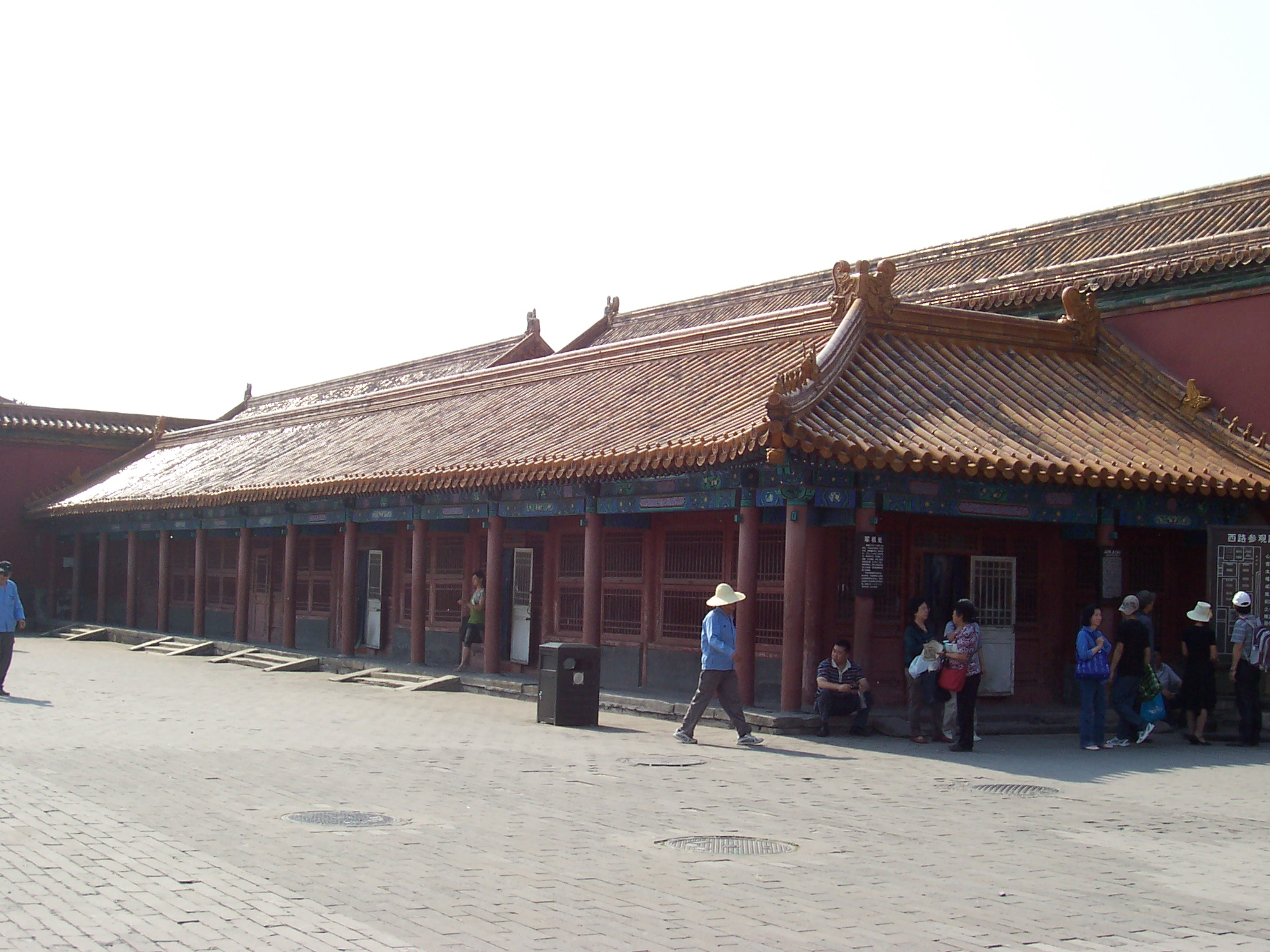
乾清门外西侧内右门以西，隆宗門内北侧，坐北向南的庐房面阔十二间，进深两间，自东向西分别为：侍卫值宿房（东四间）、军机处大臣值房（中四间）、内务府大臣办事处（西四间）。现东四间的原侍卫值宿房内设有“军机处史料展”，中四间的军机处大臣值房为原状陈列。

军机大臣列表，旨在列出中国清朝自雍正七年（1729年）至宣统三年（1911年）历任军机大臣。军机大臣雅称为“枢密”，属于任务性质，而非定制官衔，无品阶可言，担任者亦无俸禄。
雍正帝初为指挥青海战事之需要，于雍正七年（1729年）设立军需房；后形成“办理军机处”，沿为定制，负责辅佐皇帝处理军国大政。雍正時首任軍機大臣為和碩怡賢親王胤祥，恩遇最隆。自军机处设立，军机大臣在雍正後期，曾取代内阁大学士成为清朝事实上的宰相，但与宰相职务不同的是此为没有任何品阶的非定制职衔；直到清末官制改定，理论上其功能为新内阁所取代，然而清末宣统三年（1911年）首任内阁总理大臣庆亲王奕劻，原亦为领班军机王大臣。
军机大臣由亲王、大学士、尚书、侍郎或京堂充任，无定员，一般六、七人。其中资历最深者为“首席军机大臣”，或称“领班军机大臣”，但没有正式的名义；入值军机时按资历深浅的分别称“军机处行走”、“军机大臣上行走”、“军机大臣上学习行走”三种；“军机处行走”名目从嘉庆后期起即极少使用，仅恭亲王奕䜣以议政王入值军机时使用过一次。

## 雍正年间
雍正七年（1729年），清軍大舉征伐西北兩路，六月初十（7月5日）正式設立軍需房於隆宗門內北侧，选内阁中谨慎縝密者入值，以处理紧急军务。旋即改稱“辦理軍需處”或“軍需處”，再改稱“辦理軍務處”、“軍機房”。雍正八年（1730年），始稱“軍機處”，以張廷玉、蔣廷錫、馬爾賽入值辦理一切事務，成為定制。雍正十年（1732年）三月，正式定名“辦理軍機處”，简称“軍機處”。
雍正十三年（1735年）八月，乾隆帝即位後，以西北軍事底定，撤除軍機處，改設“總理事務處”兼理軍機事務，以莊親王允祿、果親王允禮、保和殿大學士鄂爾泰、張廷玉為總理事務王大臣，原軍機大臣訥親、徐本、班第、索柱、豐盛額、海望、莽鵠立、納延泰改在總理處「協辦總理事務」或「差委辦事」。
| 纪年                      | 领班军机大臣             | 軍機大臣                                                     |
| ------------------------- | ------------------------ | ------------------------------------------------------------ |
| 雍正七年己酉 （1729年）   | 怡亲王允祥               | 怡亲王允祥、张廷玉、蒋廷锡                                   |
| 雍正八年庚戌 （1730年）   | 怡亲王允祥五月卒         | 怡亲王允祥、張廷玉、蔣廷錫、馬爾賽                           |
| 雍正八年庚戌 （1730年）   | 馬爾賽                   | 怡亲王允祥、張廷玉、蔣廷錫、馬爾賽                           |
| 雍正九年辛亥 （1731年）   | 馬爾賽八月出             | 馬爾賽、張廷玉、蔣廷錫                                       |
| 雍正九年辛亥 （1731年）   | 張廷玉                   | 馬爾賽、張廷玉、蔣廷錫                                       |
| 雍正十年壬子 （1732年）   | 張廷玉二月降             | 張廷玉、蔣廷錫、鄂尔泰、哈元生                               |
| 雍正十年壬子 （1732年）   | 鄂尔泰二月入             | 張廷玉、蔣廷錫、鄂尔泰、哈元生                               |
| 雍正十一年癸丑 （1733年） | 鄂尔泰四月降             | 鄂尔泰、張廷玉、馬蘭泰、平郡王福彭、訥親、班第               |
| 雍正十一年癸丑 （1733年） | 平郡王福彭四月入，七月出 | 鄂尔泰、張廷玉、馬蘭泰、平郡王福彭、訥親、班第               |
| 雍正十一年癸丑 （1733年） | 鄂尔泰                   | 鄂尔泰、張廷玉、馬蘭泰、平郡王福彭、訥親、班第               |
| 雍正十二年甲寅 （1734年） | 鄂尔泰                   | 鄂尔泰、張廷玉、訥親、班第                                   |
| 雍正十三年乙卯 （1735年） | 鄂尔泰                   | 鄂爾泰、張廷玉、訥親、班第、索柱、豐盛額、海望、納延泰、徐本 |

## 乾隆年间
乾隆帝即位后，以“宽猛相济”理念施政，先后平定新疆、蒙古，并大兴文字狱、编写《四库全书》。还使四川、贵州等地继续改土归流，人口不断增加，在乾隆末年时突破了三亿大关，约占当时世界人口的三分之一，统治期间与康熙、雍正三朝合称“康雍乾盛世”。乾隆在位后期，宠信和珅等奸臣，朝政日益贪污腐败，各地发生民变。
乾隆六十年（1795年），乾隆帝禅位于子颙琰，为太上皇，但依然“训政”，在宫内仍然沿用乾隆年号，仍为实际上的最高统治者，直至嘉庆四年（1799年）初驾崩。
乾隆二年十一月廿八日（1738年1月17日），准總理事務王大臣解職，復設“辦理軍機處”，以鄂爾泰、張廷玉、訥親、海望、納延泰、班第入值。
| 纪年                        | 领班军机大臣           | 軍機大臣                                                                           |
| --------------------------- | ---------------------- | ---------------------------------------------------------------------------------- |
| 乾隆元年丙辰 （1736年）     |                        | 鄂爾泰、張廷玉、訥親、班第                                                         |
| 乾隆二年丁巳 （1737年）     | 鄂尔泰十二月复置军机处 | 鄂爾泰、張廷玉、訥親、海望、納延泰、班第                                           |
| 乾隆三年戊午 （1738年）     | 鄂尔泰                 | 鄂爾泰、張廷玉、訥親、海望、納延泰、班第、徐本                                     |
| 乾隆四年己未 （1739年）     | 鄂尔泰                 | 鄂爾泰、張廷玉、徐本、訥親、海望、納延泰、班第                                     |
| 乾隆五年庚申 （1740年）     | 鄂尔泰                 | 鄂爾泰、張廷玉、徐本、訥親、海望、納延泰                                           |
| 乾隆六年辛酉 （1741年）     | 鄂尔泰                 | 鄂爾泰、張廷玉、徐本、訥親、海望、納延泰、班第                                     |
| 乾隆七年壬戌 （1742年）     | 鄂尔泰                 | 鄂爾泰、張廷玉、徐本、訥親、海望、班第、納延泰                                     |
| 乾隆八年癸亥 （1743年）     | 鄂尔泰                 | 鄂爾泰、張廷玉、徐本、訥親、海望、班第、納延泰                                     |
| 乾隆九年甲子 （1744年）     | 鄂尔泰                 | 鄂爾泰、張廷玉、徐本、訥親、海望、班第、納延泰                                     |
| 乾隆十年乙丑 （1745年）     | 鄂尔泰四月卒           | 鄂爾泰、張廷玉、訥親、海望、班第、納延泰、傅恒、汪由敦、高斌、蔣溥                 |
| 乾隆十年乙丑 （1745年）     | 訥親五月进             | 鄂爾泰、張廷玉、訥親、海望、班第、納延泰、傅恒、汪由敦、高斌、蔣溥                 |
| 乾隆十一年丙寅 （1746年）   | 訥親                   | 訥親、張廷玉、高斌、班第、汪由敦、納延泰、傅恒、蔣溥                               |
| 乾隆十二年丁卯 （1747年）   | 訥親                   | 訥親、張廷玉、高斌、班第、汪由敦、納延泰、傅恒、蔣溥                               |
| 乾隆十三年戊辰 （1748年）   | 訥親九月革             | 訥親、張廷玉、高斌、班第、傅恒、汪由敦、納延泰、蔣溥、陳大受、舒赫德、來保、尹繼善 |
| 乾隆十三年戊辰 （1748年）   | 傅恒十月进             | 訥親、張廷玉、高斌、班第、傅恒、汪由敦、納延泰、蔣溥、陳大受、舒赫德、來保、尹繼善 |
| 乾隆十四年己巳 （1749年）   | 傅恒                   | 傅恒、張廷玉、來保、陳大受、汪由敦、納延泰、舒赫德                                 |
| 乾隆十五年庚午 （1750年）   | 傅恒                   | 傅恒、來保、陳大受、汪由敦、納延泰、劉綸、兆惠、舒赫德                             |
| 乾隆十六年辛未 （1751年）   | 傅恒                   | 傅恒、來保、舒赫德、納延泰、汪由敦、劉綸、兆惠                                     |
| 乾隆十七年壬申 （1752年）   | 傅恒                   | 傅恒、來保、舒赫德、納延泰、汪由敦、兆惠、班第、劉統勳                             |
| 乾隆十八年癸酉 （1753年）   | 傅恒                   | 傅恒、來保、舒赫德、劉統勳、汪由敦、納延泰、班第、兆惠、劉綸                       |
| 乾隆十九年甲戌 （1754年）   | 傅恒                   | 傅恒、來保、舒赫德、劉統勳、汪由敦、納延泰、班第、兆惠、劉綸、觉罗雅爾哈善、阿蘭泰 |
| 乾隆二十年乙亥 （1755年）   | 傅恒                   | 傅恒、來保、劉統勳、汪由敦、納延泰、劉綸、觉罗雅爾哈善                             |
| 乾隆二十一年丙子 （1756年） | 傅恒                   | 傅恒、來保、汪由敦、納延泰、劉綸、觉罗雅爾哈善、阿里袞、裘曰修、劉統勳、夢麟       |
| 乾隆二十二年丁丑 （1757年） | 傅恒                   | 傅恒、來保、劉統勳、汪由敦、裘曰修、夢麟                                           |
| 乾隆二十三年戊寅 （1758年） | 傅恒                   | 傅恒、來保、劉統勳、汪由敦、裘曰修、夢麟、三泰、劉綸                               |
| 乾隆二十四年己卯 （1759年） | 傅恒                   | 傅恒、來保、劉統勳、劉綸                                                           |
| 乾隆二十五年庚辰 （1760年） | 傅恒                   | 傅恒、來保、劉統勳、劉綸、富德、兆惠、阿里袞、于敏中                               |
| 乾隆二十六年辛巳 （1761年） | 傅恒                   | 傅恒、來保、劉統勳、兆惠、阿里袞、劉綸、富德、于敏中                               |
| 乾隆二十七年壬午 （1762年） | 傅恒                   | 傅恒、來保、劉統勳、兆惠、阿里袞、劉綸、富德、于敏中                               |
| 乾隆二十八年癸未 （1763年） | 傅恒                   | 傅恒、來保、劉統勳、兆惠、阿里袞、劉綸、于敏中、阿桂                               |
| 乾隆二十九年甲申 （1764年） | 傅恒                   | 傅恒、來保、劉統勳、兆惠、阿里袞、劉綸、于敏中、阿桂                               |
| 乾隆三十年乙酉 （1765年）   | 傅恒                   | 傅恒、劉統勳、劉綸、阿里袞、阿桂、于敏中、尹繼善                                   |
| 乾隆三十一年丙戌 （1766年） | 傅恒                   | 傅恒、尹繼善、劉統勳、阿里袞、于敏中                                               |
| 乾隆三十二年丁亥 （1767年） | 傅恒                   | 傅恒、尹繼善、劉統勳、阿里袞、于敏中、劉綸                                         |
| 乾隆三十三年戊子 （1768年） | 傅恒                   | 傅恒、尹繼善、劉統勳、阿里袞、劉綸、于敏中、福隆安、索琳                           |
| 乾隆三十四年己丑 （1769年） | 傅恒                   | 傅恒、尹繼善、劉統勳、劉綸、于敏中、福隆安、索琳                                   |
| 乾隆三十五年庚寅 （1770年） | 傅恒七月卒             | 傅恒、尹繼善、劉統勳、劉綸、于敏中、福隆安、索琳、溫福、豐昇額                     |
| 乾隆三十五年庚寅 （1770年） | 尹繼善                 | 傅恒、尹繼善、劉統勳、劉綸、于敏中、福隆安、索琳、溫福、豐昇額                     |
| 乾隆三十六年辛卯 （1771年） | 尹繼善四月卒           | 尹繼善、劉統勳、劉綸、于敏中、福隆安、溫福、豐昇額、索琳、桂林、慶桂               |
| 乾隆三十六年辛卯 （1771年） | 劉統勳                 | 尹繼善、劉統勳、劉綸、于敏中、福隆安、溫福、豐昇額、索琳、桂林、慶桂               |
| 乾隆三十七年壬辰 （1772年） | 劉統勳                 | 劉統勳、劉綸、于敏中、福隆安、豐昇額、慶桂、福康安                                 |
| 乾隆三十八年癸巳 （1773年） | 劉統勳十一月卒         | 劉統勳、劉綸、于敏中、福隆安、慶桂、索琳、舒赫德、袁守侗、梁國治                   |
| 乾隆三十八年癸巳 （1773年） | 于敏中                 | 劉統勳、劉綸、于敏中、福隆安、慶桂、索琳、舒赫德、袁守侗、梁國治                   |
| 乾隆三十九年甲午 （1774年） | 于敏中                 | 于敏中、舒赫德、福隆安、袁守侗、梁國治、阿思哈                                     |
| 乾隆四十年乙未 （1775年）   | 于敏中                 | 于敏中、舒赫德、福隆安、阿思哈、袁守侗、梁國治                                     |
| 乾隆四十一年丙申 （1776年） | 于敏中                 | 于敏中、舒赫德、福隆安、阿思哈、袁守侗、梁國治、和珅、阿桂、豐昇額、福康安、明亮   |
| 乾隆四十二年丁酉 （1777年） | 于敏中                 | 于敏中、舒赫德、阿桂、福隆安、豐昇額、袁守侗、梁國治、和珅、福康安                 |
| 乾隆四十三年戊戌 （1778年） | 于敏中                 | 于敏中、阿桂、福隆安、袁守侗、梁國治、和珅、李侍尧                                 |
| 乾隆四十四年己亥 （1779年） | 于敏中十二月卒         | 于敏中、阿桂、福隆安、袁守侗、梁國治、和珅、董誥                                   |
| 乾隆四十四年己亥 （1779年） | 阿桂                   | 于敏中、阿桂、福隆安、袁守侗、梁國治、和珅、董誥                                   |
| 乾隆四十五年庚子 （1780年） | 阿桂                   | 阿桂、福隆安、梁國治、和珅、董誥、福長安                                           |
| 乾隆四十六年辛丑 （1781年） | 阿桂                   | 阿桂、福隆安、梁國治、和珅、董誥、福長安                                           |
| 乾隆四十七年壬寅 （1782年） | 阿桂                   | 阿桂、福隆安、梁國治、和珅、董誥、福長安                                           |
| 乾隆四十八年癸卯 （1783年） | 阿桂                   | 阿桂、福隆安、梁國治、和珅、董誥、福長安、福康安                                   |
| 乾隆四十九年甲辰 （1784年） | 阿桂                   | 阿桂、梁國治、福隆安、和珅、福康安、福長安、董誥、慶桂                             |
| 乾隆五十年乙巳 （1785年）   | 阿桂                   | 阿桂、梁國治、和珅、慶桂、福長安、董誥                                             |
| 乾隆五十一年丙午 （1786年） | 阿桂                   | 阿桂、梁國治、和珅、慶桂、福長安、董誥、王杰                                       |
| 乾隆五十二年丁未 （1787年） | 阿桂                   | 阿桂、和珅、慶桂、福長安、王杰、董誥                                               |
| 乾隆五十三年戊申 （1788年） | 阿桂                   | 阿桂、和珅、王杰、慶桂、董誥、福長安                                               |
| 乾隆五十四年己酉 （1789年） | 阿桂                   | 阿桂、和珅、王杰、慶桂、董誥、福長安、孫士毅                                       |
| 乾隆五十五年庚戌 （1790年） | 阿桂                   | 阿桂、和珅、王杰、慶桂、董誥、福長安                                               |
| 乾隆五十六年辛亥 （1791年） | 阿桂                   | 阿桂、和珅、王杰、慶桂、董誥、福長安                                               |
| 乾隆五十七年壬子 （1792年） | 阿桂                   | 阿桂、和珅、王杰、福長安、慶桂、董誥                                               |
| 乾隆五十八年癸丑 （1793年） | 阿桂                   | 阿桂、和珅、王杰、福長安、慶桂、董誥、松筠                                         |
| 乾隆五十九年甲寅 （1794年） | 阿桂                   | 阿桂、和珅、王杰、福長安、董誥、松筠                                               |
| 乾隆六十年乙卯 （1795年）   | 阿桂                   | 阿桂、和珅、王杰、福長安、董誥、台布                                               |

## 嘉庆年间
嘉庆是清仁宗颙琰在位年号。嘉庆帝在位前四年并无实权，乾隆帝死后才独掌大权。嘉庆帝掌权后，肃清吏治，惩治贪官和珅等人。然而在位后期，贪污问题更加严重。嘉庆帝在位期间，清朝发生了白莲教之乱和天理教之乱，八旗生计、河道漕运等问题也日益凸显。嘉庆帝与其子道光帝统治期间，清朝政治危机日益严重，史称“嘉道中衰”。嘉庆二十五年七月二十五日（1820年9月2日），嘉庆帝死于承德避暑山庄，遗诏传位于次子绵宁。
| 纪年                        | 领班军机大臣               | 軍機大臣                                                         |
| --------------------------- | -------------------------- | ---------------------------------------------------------------- |
| 嘉庆元年丙辰 （1796年）     | 阿桂                       | 阿桂、和珅、王杰、福長安、董誥、台布、沈初                       |
| 嘉庆二年丁巳 （1797年）     | 阿桂八月卒                 | 阿桂、和珅、王杰、董誥、福長安、沈初、台布、傅森、戴衢亨、吳熊光 |
| 嘉庆二年丁巳 （1797年）     | 和珅                       | 阿桂、和珅、王杰、董誥、福長安、沈初、台布、傅森、戴衢亨、吳熊光 |
| 嘉庆三年戊午 （1798年）     | 和珅                       | 和珅、福長安、沈初、傅森、戴衢亨、那彥成                         |
| 嘉庆四年己未 （1799年）     | 和珅正月革逮               | 和珅、福長安、沈初、戴衢亨、那彥成、成親王永瑆、董誥、慶桂、傅森 |
| 嘉庆四年己未 （1799年）     | 成親王永瑆正月入，十月罢值 | 和珅、福長安、沈初、戴衢亨、那彥成、成親王永瑆、董誥、慶桂、傅森 |
| 嘉庆四年己未 （1799年）     | 慶桂                       | 和珅、福長安、沈初、戴衢亨、那彥成、成親王永瑆、董誥、慶桂、傅森 |
| 嘉庆五年庚申 （1800年）     | 慶桂                       | 慶桂、董誥、傅森、那彥成、戴衢亨                                 |
| 嘉庆六年辛酉 （1801年）     | 慶桂                       | 慶桂、董誥、傅森、戴衢亨、成德                                   |
| 嘉庆七年壬戌 （1802年）     | 慶桂                       | 慶桂、董誥、戴衢亨、成德、劉權之、德瑛                           |
| 嘉庆八年癸亥 （1803年）     | 慶桂                       | 慶桂、董誥、劉權之、戴衢亨、德瑛                                 |
| 嘉庆九年甲子 （1804年）     | 慶桂                       | 慶桂、董誥、劉權之、戴衢亨、德瑛、那彥成、英和                   |
| 嘉庆十年乙丑 （1805年）     | 慶桂                       | 慶桂、董誥、劉權之、戴衢亨、英和、託津                           |
| 嘉庆十一年丙寅 （1806年）   | 慶桂                       | 慶桂、董誥、戴衢亨、託津                                         |
| 嘉庆十二年丁卯 （1807年）   | 慶桂                       | 慶桂、董誥、戴衢亨、託津                                         |
| 嘉庆十三年戊辰 （1808年）   | 慶桂                       | 慶桂、董誥、戴衢亨、託津、英和                                   |
| 嘉庆十四年己巳 （1809年）   | 慶桂                       | 慶桂、董誥、戴衢亨、託津                                         |
| 嘉庆十五年庚午 （1810年）   | 慶桂                       | 慶桂、董誥、戴衢亨、託津                                         |
| 嘉庆十六年辛未 （1811年）   | 慶桂                       | 慶桂、董誥、戴衢亨、託津、方維甸、盧蔭溥                         |
| 嘉庆十七年壬申 （1812年）   | 慶桂九月罢直               | 慶桂、董誥、託津、盧蔭溥、松筠                                   |
| 嘉庆十七年壬申 （1812年）   | 董誥                       | 慶桂、董誥、託津、盧蔭溥、松筠                                   |
| 嘉庆十八年癸酉 （1813年）   | 董誥                       | 董誥、松筠、託津、盧蔭溥、勒保、桂芳                             |
| 嘉庆十九年甲戌 （1814年）   | 董誥                       | 董誥、勒保、託津、盧蔭溥、桂芳、英和                             |
| 嘉庆二十年乙亥 （1815年）   | 董誥                       | 董誥、託津、盧蔭溥                                               |
| 嘉庆二十一年丙子 （1816年） | 董誥                       | 董誥、託津、盧蔭溥、章煦                                         |
| 嘉庆二十二年丁丑 （1817年） | 董誥                       | 董誥、託津、章煦、盧蔭溥                                         |
| 嘉庆二十三年戊寅 （1818年） | 董誥二月致仕               | 董誥、託津、盧蔭溥、戴均元、和寧                                 |
| 嘉庆二十三年戊寅 （1818年） | 託津                       | 董誥、託津、盧蔭溥、戴均元、和寧                                 |
| 嘉庆二十四年己卯 （1819年） | 託津                       | 託津、戴均元、盧蔭溥、和寧、文孚                                 |
| 嘉庆二十五年庚辰 （1820年） | 託津九月免值               | 託津、戴均元、盧蔭溥、文孚、曹振鏞、黃鉞、英和                   |
| 嘉庆二十五年庚辰 （1820年） | 曹振鏞九月入               | 託津、戴均元、盧蔭溥、文孚、曹振鏞、黃鉞、英和                   |

## 道光年间
道光是清宣宗旻宁在位年号。道光帝即位后，本人力行节俭，勤于政务，并进行整顿吏治，整厘盐政，通海运，平定张格尔之乱，严禁鸦片，起到了一定积极作用。然而清朝已经积重难反，国势进一步衰落。道光十九年（1839年），林则徐进行虎门销烟，次年第一次鴉片戰爭爆發，由于道光帝战守无策，時和時戰，再加上武器装备上的差距，清朝战败于英国，并与英人簽訂近代中国的首條不平等條約《南京條約》，割讓香港岛及開放五口通商，被视为中国近代史的开始。道光三十年（1850年）正月，道光帝在圆明园去世，遗诏传位于四子奕詝。
| 纪年                        | 领班军机大臣 | 軍機大臣                                               |
| --------------------------- | ------------ | ------------------------------------------------------ |
| 道光元年辛巳 （1821年）     | 曹振鏞       | 曹振鏞、盧蔭溥、黃鉞、文孚、松筠                       |
| 道光二年壬午 （1822年）     | 曹振鏞       | 曹振鏞、松筠、黃鉞、文孚                               |
| 道光三年癸未 （1823年）     | 曹振鏞正月降 | 曹振鏞、文孚、黃鉞、長齡                               |
| 道光三年癸未 （1823年）     | 長齡正月入   | 曹振鏞、文孚、黃鉞、長齡                               |
| 道光四年甲申 （1824年）     | 長齡十二月出 | 長齡、曹振鏞、文孚、黃鉞、玉麟                         |
| 道光四年甲申 （1824年）     | 曹振鏞       | 長齡、曹振鏞、文孚、黃鉞、玉麟                         |
| 道光五年乙酉 （1825年）     | 曹振鏞       | 曹振鏞、文孚、黃鉞、玉麟、王鼎、蔣攸銛                 |
| 道光六年丙戌 （1826年）     | 曹振鏞       | 曹振鏞、蔣攸銛、文孚、玉麟、王鼎                       |
| 道光七年丁亥 （1827年）     | 曹振鏞       | 曹振鏞、蔣攸銛、文孚、玉麟、王鼎、穆彰阿               |
| 道光八年戊子 （1828年）     | 曹振鏞       | 曹振鏞、文孚、玉麟、王鼎、穆彰阿                       |
| 道光九年己丑 （1829年）     | 曹振鏞       | 曹振鏞、文孚、玉麟、王鼎、穆彰阿                       |
| 道光十年庚寅 （1830年）     | 曹振鏞       | 曹振鏞、文孚、王鼎、穆彰阿                             |
| 道光十一年辛卯 （1831年）   | 曹振鏞       | 曹振鏞、文孚、王鼎、穆彰阿                             |
| 道光十二年壬辰 （1832年）   | 曹振鏞       | 曹振鏞、文孚、王鼎、穆彰阿                             |
| 道光十三年癸巳 （1833年）   | 曹振鏞       | 曹振鏞、文孚、王鼎、穆彰阿                             |
| 道光十四年甲午 （1834年）   | 曹振鏞       | 曹振鏞、文孚、王鼎、穆彰阿、潘世恩                     |
| 道光十五年乙未 （1835年）   | 曹振鏞正月卒 | 曹振鏞、文孚、潘世恩、穆彰阿、王鼎、趙盛奎、賽尚阿     |
| 道光十五年乙未 （1835年）   | 文孚七月罢值 | 曹振鏞、文孚、潘世恩、穆彰阿、王鼎、趙盛奎、賽尚阿     |
| 道光十五年乙未 （1835年）   | 潘世恩       | 曹振鏞、文孚、潘世恩、穆彰阿、王鼎、趙盛奎、賽尚阿     |
| 道光十六年丙申 （1836年）   | 潘世恩七月降 | 潘世恩、穆彰阿、王鼎、趙盛奎、賽尚阿                   |
| 道光十六年丙申 （1836年）   | 穆彰阿七月进 | 潘世恩、穆彰阿、王鼎、趙盛奎、賽尚阿                   |
| 道光十七年丁酉 （1837年）   | 穆彰阿       | 穆彰阿、潘世恩、王鼎、賽尚阿、奎照、文慶               |
| 道光十八年戊戌 （1838年）   | 穆彰阿       | 穆彰阿、潘世恩、王鼎、奎照、文慶                       |
| 道光十九年己亥 （1839年）   | 穆彰阿       | 穆彰阿、潘世恩、王鼎、奎照、文慶、隆文                 |
| 道光二十年庚子 （1840年）   | 穆彰阿       | 穆彰阿、潘世恩、王鼎、隆文、何汝霖                     |
| 道光二十一年辛丑 （1841年） | 穆彰阿       | 穆彰阿、潘世恩、王鼎、隆文、何汝霖、賽尚阿、祁寯藻     |
| 道光二十二年壬寅 （1842年） | 穆彰阿       | 穆彰阿、潘世恩、王鼎、祁寯藻、賽尚阿、何汝霖           |
| 道光二十三年癸卯 （1843年） | 穆彰阿       | 穆彰阿、潘世恩、祁寯藻、賽尚阿、何汝霖                 |
| 道光二十四年甲辰 （1844年） | 穆彰阿       | 穆彰阿、潘世恩、祁寯藻、賽尚阿、何汝霖                 |
| 道光二十五年乙巳 （1845年） | 穆彰阿       | 穆彰阿、潘世恩、祁寯藻、賽尚阿、何汝霖                 |
| 道光二十六年丙午 （1846年） | 穆彰阿       | 穆彰阿、潘世恩、賽尚阿、祁寯藻、何汝霖                 |
| 道光二十七年丁未 （1847年） | 穆彰阿       | 穆彰阿、潘世恩、賽尚阿、祁寯藻、何汝霖、文慶、陳孚恩   |
| 道光二十八年戊申 （1848年） | 穆彰阿       | 穆彰阿、潘世恩、賽尚阿、祁寯藻、文慶、陳孚恩           |
| 道光二十九年己酉 （1849年） | 穆彰阿       | 穆彰阿、潘世恩、賽尚阿、祁寯藻、陳孚恩、何汝霖、季芝昌 |
| 道光三十年庚戌 （1850年）   | 穆彰阿十月革 | 穆彰阿、祁寯藻、賽尚阿、何汝霖、陳孚恩、季芝昌         |
| 道光三十年庚戌 （1850年）   | 祁寯藻       | 穆彰阿、祁寯藻、賽尚阿、何汝霖、陳孚恩、季芝昌         |

## 咸丰年间
咸丰是清文宗奕詝在位年号。咸丰帝即位后勤于政事，对朝政进行大幅度改革。然而此时，清朝在内发生太平天国运动，在外发生第二次鸦片战争，最后英法联军攻入北京，火烧圆明园，清朝以签定一系列不平等条约收场。随后为扭转内外交困的局面，清朝开始洋务运动。
咸丰十一年七月十七日（1861年8月22日），咸丰帝崩于承德避暑山庄，遗诏以皇子载淳即位。命怡亲王载垣、郑亲王端华、御前大臣景寿、协办大学士肃顺，军机大臣穆荫、匡源、杜翰、焦佑瀛等八人为赞襄政务八大臣。此后，慈禧太后、慈安太后联合恭亲王奕䜣发动祺祥政变，开启了慈禧太后统治清朝的历史。
| 纪年                      | 领班军机大臣       | 軍機大臣                                                 |
| ------------------------- | ------------------ | -------------------------------------------------------- |
| 咸丰元年辛亥 （1851年）   | 祁寯藻正月降       | 祁寯藻、賽尚阿、何汝霖、季芝昌、穆蔭、舒興阿、彭蘊章     |
| 咸丰元年辛亥 （1851年）   | 賽尚阿正月进       | 祁寯藻、賽尚阿、何汝霖、季芝昌、穆蔭、舒興阿、彭蘊章     |
| 咸丰二年壬子 （1852年）   | 賽尚阿九月革       | 賽尚阿、祁寯藻、何汝霖、彭蘊章、穆蔭、邵燦、麟魁         |
| 咸丰二年壬子 （1852年）   | 祁寯藻             | 賽尚阿、祁寯藻、何汝霖、彭蘊章、穆蔭、邵燦、麟魁         |
| 咸丰三年癸丑 （1853年）   | 祁寯藻十月降       | 祁寯藻、麟魁、彭蘊章、邵燦、穆蔭、恭親王奕䜣、瑞麟、杜翰 |
| 咸丰三年癸丑 （1853年）   | 恭親王奕䜣十月入   | 祁寯藻、麟魁、彭蘊章、邵燦、穆蔭、恭親王奕䜣、瑞麟、杜翰 |
| 咸丰四年甲寅 （1854年）   | 恭親王奕䜣         | 恭親王奕䜣、祁寯藻、彭蘊章、瑞麟、杜翰、穆蔭             |
| 咸丰五年丁卯 （1855年）   | 恭親王奕䜣七月罢值 | 恭親王奕䜣、彭蘊章、穆蔭、瑞麟、杜翰、文慶               |
| 咸丰五年丁卯 （1855年）   | 文慶七月入         | 恭親王奕䜣、彭蘊章、穆蔭、瑞麟、杜翰、文慶               |
| 咸丰六年丙辰 （1856年）   | 文慶十一月卒       | 文慶、彭蘊章、穆蔭、杜翰、柏葰                           |
| 咸丰六年丙辰 （1856年）   | 彭蘊章             | 文慶、彭蘊章、穆蔭、杜翰、柏葰                           |
| 咸丰七年丁巳 （1857年）   | 彭蘊章             | 彭蘊章、柏葰、穆蔭、杜翰                                 |
| 咸丰八年戊午 （1858年）   | 彭蘊章             | 彭蘊章、柏葰、穆蔭、杜翰、匡源、文祥                     |
| 咸丰九年己未 （1859年）   | 彭蘊章             | 彭蘊章、穆蔭、匡源、文祥、杜翰                           |
| 咸丰十年庚申 （1860年）   | 彭蘊章六月罢值     | 彭蘊章、穆蔭、匡源、文祥、杜翰、焦佑瀛                   |
| 咸丰十年庚申 （1860年）   | 穆蔭               | 彭蘊章、穆蔭、匡源、文祥、杜翰、焦佑瀛                   |
| 咸丰十一年辛酉 （1861年） | 穆蔭九月免值       | 穆蔭、匡源、杜翰、焦佑瀛                                 |
| 咸丰十一年辛酉 （1861年） | 恭親王奕䜣十月入   | 恭親王奕䜣、桂良、沈兆霖、文祥、寶鋆、曹毓英             |

## 同治年间
同治是清穆宗载淳在位年号，其在位初期由慈禧太后、慈安太后垂帘听政，随后大权逐步滑入慈禧太后之手。在此期间，清朝镇压太平天国、捻军等各地民变，并大力开展洋务运动，清朝一时出现“同治中兴”的局面。同治十二年（1873年）同治帝亲政，次年十二月初五（公历1875年1月12日）崩于紫禁城养心殿。由于同治帝无子，醇亲王奕譞之子载湉即位，两宫皇太后继续垂帘听政。
| 纪年                      | 领班军机大臣 | 軍機大臣                                               |
| ------------------------- | ------------ | ------------------------------------------------------ |
| 同治元年壬戌 （1862年）   | 恭親王奕䜣   | 恭親王奕䜣、桂良、沈兆霖、寶鋆、文祥、曹毓瑛、李棠階   |
| 同治二年癸亥 （1863年）   | 恭親王奕䜣   | 恭親王奕䜣、文祥、寶鋆、李棠階、曹毓瑛                 |
| 同治三年甲子 （1864年）   | 恭親王奕䜣   | 恭親王奕䜣、文祥、寶鋆、李棠階、曹毓瑛                 |
| 同治四年乙丑 （1865年）   | 恭親王奕䜣   | 恭親王奕䜣、文祥、寶鋆、李棠階、曹毓瑛、李鴻藻         |
| 同治五年丙寅 （1866年）   | 恭親王奕䜣   | 恭親王奕䜣、文祥、寶鋆、曹毓瑛、李鴻藻、胡家玉、汪元方 |
| 同治六年丁卯 （1867年）   | 恭親王奕䜣   | 恭親王奕䜣、文祥、寶鋆、汪元方、沈桂芬                 |
| 同治七年戊辰 （1868年）   | 恭親王奕䜣   | 恭親王奕䜣、文祥、寶鋆、沈桂芬、李鴻藻                 |
| 同治八年己巳 （1869年）   | 恭親王奕䜣   | 恭親王奕䜣、文祥、寶鋆、沈桂芬、李鴻藻                 |
| 同治九年庚午 （1870年）   | 恭親王奕䜣   | 恭親王奕䜣、文祥、寶鋆、沈桂芬、李鴻藻                 |
| 同治十年辛未 （1871年）   | 恭親王奕䜣   | 恭親王奕䜣、文祥、寶鋆、沈桂芬、李鴻藻                 |
| 同治十一年壬申 （1872年） | 恭親王奕䜣   | 恭親王奕䜣、文祥、寶鋆、沈桂芬、李鴻藻                 |
| 同治十二年癸酉 （1873年） | 恭親王奕䜣   | 恭親王奕䜣、文祥、寶鋆、沈桂芬、李鴻藻                 |
| 同治十三年甲戌 （1874年） | 恭親王奕䜣   | 恭親王奕䜣、文祥、寶鋆、沈桂芬、李鴻藻                 |

## 光绪年间
光绪是清德宗载湉在位年号。 因同治帝无子，被两宫皇太后立为帝，起初由慈安、慈禧两宫太后垂帘听政。光绪七年（1881年）慈安太后崩逝后由慈禧太后一人垂帘。在此期间，发生中法战争，前期由于清军战败，慈禧太后将以恭親王奕䜣为首的军机大臣全部斥退，史称“甲申易枢”。光绪十五年（1889年），光绪帝亲政，实际上大权仍掌握在慈禧太后手中。
光绪二十年（1894年），发生中日甲午战争，以清朝战败，签订《马关条约》告终。随后，列强纷纷在中国划定势力范围。光绪二十四年（1898年），光绪帝实行戊戌变法，但却受到以慈禧太后为首的保守派镇压，从此被慈禧太后幽禁在中南海瀛台。此后又发生八国联军侵华，清朝被迫签订《辛丑条约》，内外危机进一步加重。为缓解危机，慈禧太后不得不开展清末新政、预备立宪等措施。光绪三十四年十月二十一日（1908年11月14日），光绪帝遭毒杀，次日慈禧太后亦崩。
| 纪年                        | 领班军机大臣       | 軍機大臣                                                                       |
| --------------------------- | ------------------ | ------------------------------------------------------------------------------ |
| 光绪元年乙亥 （1875年）     | 恭親王奕䜣         | 恭親王奕䜣、文祥、寶鋆、沈桂芬、李鴻藻                                         |
| 光绪二年丙子 （1876年）     | 恭親王奕䜣         | 恭親王奕䜣、文祥、寶鋆、沈桂芬、李鴻藻、景廉                                   |
| 光绪三年丁丑 （1877年）     | 恭親王奕䜣         | 恭親王奕䜣、寶鋆、沈桂芬、李鴻藻、景廉                                         |
| 光绪四年戊寅 （1878年）     | 恭親王奕䜣         | 恭親王奕䜣、寶鋆、沈桂芬、景廉、王文韶                                         |
| 光绪五年己卯 （1879年）     | 恭親王奕䜣         | 恭親王奕䜣、寶鋆、沈桂芬、景廉、王文韶                                         |
| 光绪六年庚辰 （1880年）     | 恭親王奕䜣         | 恭親王奕䜣、寶鋆、沈桂芬、景廉、王文韶、李鴻藻                                 |
| 光绪七年辛巳 （1881年）     | 恭親王奕䜣         | 恭親王奕䜣、寶鋆、李鴻藻、景廉、王文韶、左宗棠                                 |
| 光绪八年壬午 （1882年）     | 恭親王奕䜣         | 恭親王奕䜣、寶鋆、李鴻藻、景廉、王文韶、翁同龢、潘祖蔭                         |
| 光绪九年癸未 （1883年）     | 恭親王奕䜣         | 恭親王奕䜣、寶鋆、李鴻藻、景廉、翁同龢、潘祖蔭                                 |
| 光绪十年甲申 （1884年）     | 恭親王奕䜣三月罢值 | 恭親王奕䜣、寶鋆、李鴻藻、景廉、翁同龢                                         |
| 光绪十年甲申 （1884年）     | 禮親王世鐸三月入   | 禮親王世鐸、額勒和布、閻敬銘、張之萬、孫毓汶、許庚身、左宗棠                   |
| 光绪十一年乙酉 （1885年）   | 禮親王世鐸         | 禮親王世鐸、額勒和布、閻敬銘、張之萬、許庚身、孫毓汶                           |
| 光绪十二年丙戌 （1886年）   | 禮親王世鐸         | 禮親王世鐸、額勒和布、閻敬銘、張之萬、許庚身、孫毓汶                           |
| 光绪十三年丁亥 （1887年）   | 禮親王世鐸         | 禮親王世鐸、額勒和布、張之萬、許庚身、孫毓汶                                   |
| 光绪十四年戊子 （1888年）   | 禮親王世鐸         | 禮親王世鐸、額勒和布、張之萬、許庚身、孫毓汶                                   |
| 光绪十五年己丑 （1889年）   | 禮親王世鐸         | 禮親王世鐸、額勒和布、張之萬、許庚身、孫毓汶                                   |
| 光绪十六年庚寅 （1890年）   | 禮親王世鐸         | 禮親王世鐸、額勒和布、張之萬、許庚身、孫毓汶                                   |
| 光绪十七年辛卯 （1891年）   | 禮親王世鐸         | 禮親王世鐸、額勒和布、張之萬、許庚身、孫毓汶                                   |
| 光绪十八年壬辰 （1892年）   | 禮親王世鐸         | 禮親王世鐸、額勒和布、張之萬、許庚身、孫毓汶                                   |
| 光绪十九年癸巳 （1893年）   | 禮親王世鐸         | 禮親王世鐸、額勒和布、張之萬、許庚身、孫毓汶、徐用儀                           |
| 光绪二十年甲午 （1894年）   | 禮親王世鐸十一月降 | 禮親王世鐸、額勒和布、張之萬、孫毓汶、徐用儀、翁同龢、李鴻藻、剛毅、恭親王奕䜣 |
| 光绪二十年甲午 （1894年）   | 恭親王奕䜣十一月入 | 禮親王世鐸、額勒和布、張之萬、孫毓汶、徐用儀、翁同龢、李鴻藻、剛毅、恭親王奕䜣 |
| 光绪二十一年乙未 （1895年） | 恭親王奕䜣         | 恭親王奕䜣、禮親王世鐸、孫毓汶、翁同龢、李鴻藻、徐用儀、剛毅、錢應溥           |
| 光绪二十二年丙申 （1896年） | 恭親王奕䜣         | 恭親王奕䜣、禮親王世鐸、翁同龢、李鴻藻、剛毅、錢應溥                           |
| 光绪二十三年丁酉 （1897年） | 恭親王奕䜣         | 恭親王奕䜣、禮親王世鐸、李鴻藻、翁同龢、剛毅、錢應溥                           |
| 光绪二十四年戊戌 （1898年） | 恭親王奕䜣四月卒   | 恭親王奕䜣、禮親王世鐸、翁同龢、剛毅、錢應溥、廖壽恒、王文韶、裕祿、榮祿、啓秀 |
| 光绪二十四年戊戌 （1898年） | 禮親王世鐸         | 恭親王奕䜣、禮親王世鐸、翁同龢、剛毅、錢應溥、廖壽恒、王文韶、裕祿、榮祿、啓秀 |
| 光绪二十五年己亥 （1899年） | 禮親王世鐸         | 禮親王世鐸、榮祿、剛毅、王文韶、錢應溥、啓秀、廖壽恒、趙舒翹                   |
| 光绪二十六年庚子 （1900年） | 禮親王世鐸         | 禮親王世鐸、榮祿、剛毅、王文韶、啓秀、趙舒翹、端郡王載漪、鹿傳霖               |
| 光绪二十七年辛丑 （1901年） | 禮親王世鐸七月罢值 | 禮親王世鐸、榮祿、王文韶、鹿傳霖、瞿鴻禨                                       |
| 光绪二十七年辛丑 （1901年） | 榮祿               | 禮親王世鐸、榮祿、王文韶、鹿傳霖、瞿鴻禨                                       |
| 光绪二十八年壬寅 （1902年） | 榮祿               | 榮祿、王文韶、鹿傳霖、瞿鴻禨                                                   |
| 光绪二十九年癸卯 （1903年） | 榮祿三月卒         | 榮祿、王文韶、鹿傳霖、瞿鴻禨、慶親王奕劻、榮慶                                 |
| 光绪二十九年癸卯 （1903年） | 慶親王奕劻三月入   | 榮祿、王文韶、鹿傳霖、瞿鴻禨、慶親王奕劻、榮慶                                 |
| 光绪三十年甲辰 （1904年）   | 慶親王奕劻         | 慶親王奕劻、王文韶、鹿傳霖、瞿鴻禨、榮慶                                       |
| 光绪三十一年乙巳 （1905年） | 慶親王奕劻         | 慶親王奕劻、王文韶、鹿傳霖、瞿鴻禨、榮慶、徐世昌、鐵良                         |
| 光绪三十二年丙午 （1906年） | 慶親王奕劻         | 慶親王奕劻、鹿傳霖、瞿鴻禨、榮慶、鐵良、徐世昌、世續、林紹年                   |
| 光绪三十三年丁未 （1907年） | 慶親王奕劻         | 慶親王奕劻、世續、瞿鴻禨、林紹年、鹿傳霖、醇親王載灃、張之洞、袁世凱           |
| 光绪三十四年戊申 （1908年） | 慶親王奕劻         | 慶親王奕劻、醇親王載灃、世續、張之洞、鹿傳霖、袁世凱、那桐                     |

## 宣统年间
宣统为清朝第十二个皇帝、末代皇帝溥仪的在位年号，溥仪为清宣宗曾孙、醇亲王载沣之子。宣统帝即位时年仅三岁，其父载沣为监国摄政王。在此期间，清朝立宪运动声势愈发浩荡，孙中山领导的中国同盟会也在国内频频发动暴动。宣统三年四月初十（1911年5月8日），清政府宣布废除军机处，尝试建立责任内阁制，史称“皇族内阁”。同年八月十九日（10月10日），武昌起义爆发，随后全国各地纷纷响应，中华民国建立，清朝统治土崩瓦解；十二月二十五日（1912年2月12日），宣统帝下诏退位，清朝灭亡。
| 纪年                    | 领班军机大臣 | 軍機大臣                                                         |
| ----------------------- | ------------ | ---------------------------------------------------------------- |
| 宣统元年己酉 （1909年） | 慶親王奕劻   | 慶親王奕劻、世續、張之洞、那桐、鹿傳霖、戴鴻慈                   |
| 宣统二年庚戌 （1910年） | 慶親王奕劻   | 慶親王奕劻、世續、那桐、鹿傳霖、戴鴻慈、吳郁生、貝勒毓朗、徐世昌 |
| 宣统三年辛亥 （1911年） | 慶親王奕劻   | 慶親王奕劻、貝勒毓朗、那桐、徐世昌                               |

### 引用
1. ↑  《清世宗宪皇帝实录》雍正七年六月。宁远大将军三等公岳钟琪言、噶尔丹策零、三世弗庭。百夷被虐。众叛亲离。天怒人怨。蒙圣祖至德洪慈。再三宽宥。更蒙皇上深仁厚泽。屡欲矜全。而终无悔悟。犹复凭其骜舛□马。肆其猖狂。不道之语。见于表笺。若不大彰天讨。则冠履之定分不明。番夷之祸难。不息。臣叠蒙指授庙谟。至周极备。约举王师之十胜。决逆夷之必败。一曰主德。二曰天时。三曰地利。四曰人和。五曰糗粮之广备。六曰将士之精良。七曰车骑营阵之尽善。八曰火器兵械之锐利。九曰连环迭战攻守之咸宜。十曰士马远征、节制整暇、又加以期日之宽舒、机宜之详密。凡此全胜之宏略。咸出圣心臣得效奔走之微劳。便成殊绩。臣知指日荡平。献俘奏凯。以报国恩。得上□日、准噶尔世济凶顽。心怀叵测。将来必为蒙古之巨患。贻国家之隐忧。是用发兵声罪致讨。上承先志。下靖边陲。师出有名。事非得已。两路军机。朕筹算者久矣。其军需一应事宜。交与怡亲王、大学士张廷玉、蒋廷锡、密为办理。其西路办理事宜。则专于总督岳钟琪是任。王大臣等小心慎密。是以经理二年有余。而各省不知有出师运饷之事。今览岳钟琪摺奏、备陈十胜之情形。军务所关重大。朕不敢预言其必然。惟有倍加敬谨。仰恳上天皇考鉴照不得已之情垂慈默佑。早奏肤功而已。
2. ↑  梁章鉅《樞垣記略》卷廿七「（雍正七年），以内阁在太和门外，儤直者多虑漏泄事机，始设军机房于隆宗门内。」
3. ↑  莊吉發《清代奏摺制度》:「自從雍正七年設立軍需房後，先改稱軍需處或辦理軍需處，旋稱辦理軍務處。」
4. ↑  《歷史檔案》1990年4期載趙志強〈軍機處成立時間考訂〉:「至七年六月始改為軍機房。」
5. ↑  《光绪会典事例》載乾隆帝上谕:「第自雍正八年设立军机处以来五十余年，所有谕旨、批奏事件，未经发钞者尚多。」
6. ↑  錢實甫 編《清代職官年表》一冊，頁一三六
7. ↑  《清史稿》（卷176）：“怡亲王允祥六月癸未命密办军需一应事宜。十月，赐加仪仗一倍。”
8. ↑  《清史稿》（卷176）：“张廷玉六月癸未以太子太保、保和殿大学士命密办军需一应事宜。十月，晋少保。”
9. ↑  《清史稿》（卷176）：“蒋廷锡六月癸未以文华殿大学士命密办军需事宜。十月，加太子太傅。”
10. ↑  《清史稿》（卷176）：“怡亲王允祥三月病，五月辛未薨。”
11. ↑  《清史稿》（卷176）：“张廷玉十月以赞襄机务周详妥协，赐一等阿达哈哈番世职。”
12. ↑  《清史稿》（卷176）：“蒋廷锡十月以赞襄机务周详妥协，赐一等阿达哈哈番世职。”
13. ↑  《清史稿》（卷176）：“马尔赛五月丁卯以世袭一等公、武英殿大学士，命与张廷玉、蒋廷锡详议军行事宜。十月，以赞襄机务周详妥协，赐一等阿达哈哈番世职。”
14. ↑  《清史稿》（卷176）：“马尔赛三月晋袭一等忠达公。七月甲戌，授抚远大将军。八月启行，出。”
15. ↑  《清史稿》（卷176）：“十年壬子三月，改军机房称办理军机处。”
16. ↑  《清史稿》（卷176）：“蒋廷锡闰五月病，七月卒。”
17. ↑  《清史稿》（卷176）：“鄂尔泰二月以少保、三等男、保和殿大学士办理军机事务。旋晋一等伯。七月，命往肃州经略西路军务。”
18. ↑  《清史稿》（卷176）：“哈元生十月以召觐贵州提督在办理军机处行走。旋命回籍省亲。十一月，贵州苗叛，命回任。出。”
19. ↑  《清史稿》（卷176）：“鄂尔泰正月转命经略北路军务，六月还。”
20. ↑  《清史稿》（卷176）：“张廷玉十月给假还籍。”
21. ↑  《清史稿》（卷176）：“马兰泰二月己未以一等英诚侯、领侍卫内大臣、蒙古都统在办理军机处行走。四月戊午，仍命往军前督兵操演。出。”
22. ↑  《清史稿》（卷176）：“平郡王福彭四月以右宗正在办理军机处行走。七月戊子授定边大将军，出。”
23. ↑  《清史稿》（卷176）：“讷亲十一月甲辰以三等果毅公、御前大臣、銮仪使在办理军机处行走。”
24. ↑  《清史稿》（卷176）：“班第     十一月以理藩院右侍郎在办理军机处行走。”
25. ↑  《清史稿》（卷176）：“张廷玉在假，二月还。”
26. ↑  《清史稿》（卷176）:“十三年乙卯十月，罢办理军机处，由总理事务处兼理。”
27. ↑  《清史稿》（卷176）:“鄂尔泰五月命兼值办理苗疆事务处。七月乙卯，降三等男，解职。八月己丑，起原官，命总理事务。十月，晋一等子。甲午，裁办理军机处。”
28. ↑  《清史稿》（卷176）:“张廷玉五月命兼值办理苗疆事务处。八月，命总理事务。十月甲午，裁办理军机处。”
29. ↑  《清史稿》（卷176）:“讷亲八月授满洲都统。十月，授领侍卫内大臣。甲午，裁办理军机处，命协办总理事务。”
30. ↑  《清史稿》（卷176）:“班第八月庚寅改在总理事务处差委办事。”
31. ↑  《清史稿》（卷176）:“索柱以内阁学士办理军机事务。八月庚寅，命改在总理事务处差委办事。”
32. ↑  《清史稿》（卷176）:“丰盛额以一等英诚公、都统办理军机事务。十月甲午，裁办理军机处，命回本任。”
33. ↑  《清史稿》（卷176）:“海望以内大臣、户部左侍郎办理军机事务。九月，迁户部尚书。十月甲午，裁办理军机处，命协办总理事务莽鹄立以兼管理藩院侍郎、满洲都统办理军机事务。十月甲午，裁办理军机处，命回本任。”
34. ↑  《清史稿》（卷176）:“纳延泰以理藩院左侍郎办理军机事务。十月甲午，裁办理军机处，命在总理事务处差委办事。”
35. ↑  《清史稿》（卷176）:“徐本十月辛巳以协办大学士、刑部尚书在办理军机处行走。甲午，裁办理军机处，命协办总理事务。”
36. ↑  《清史稿》（卷176）:“鄂尔泰十一月辛巳，仍以少保、一等子、保和殿大学士为办理军机大臣。十二月，晋三等伯。”
37. ↑  《清史稿》（卷176）:“张廷玉十一月辛巳，仍以少保、三等子、保和殿大学士为办理军机大臣。十二月，晋三等伯。”
38. ↑  《清史稿》（卷176）:“讷亲十一月辛巳，仍以一等果毅公、兵部尚书为办理军机大臣。”
39. ↑  《清史稿》（卷176）:“海望十一月辛巳，仍以户部尚书为办理军机大臣。”
40. ↑  《清史稿》（卷176）:“纳延泰十一月辛巳，仍以刑部左侍郎为办理军机大臣。”
41. ↑  《清史稿》（卷176）:“班第十一月辛巳，仍以理籓院左侍郎为办理军机大臣。”
42. ↑  《清史稿》（卷176）:“讷亲十二月，转吏部尚书。”
43. ↑  《清史稿》（卷176）:“纳延泰四月，迁理籓院尚书。”
44. ↑  《清史稿》（卷176）:“班第四月，转兵部右侍郎。”
45. ↑  《清史稿》（卷176）:“徐本是年仍以东阁大学士为办理军机大臣。”
46. ↑  《清史稿》（卷176）:“鄂尔泰五月，晋太保。”
47. ↑  《清史稿》（卷176）:“张廷玉五月，晋太保。”
48. ↑  《清史稿》（卷176）:“徐本五月，加太子太保。”
49. ↑  《清史稿》（卷176）:“讷亲五月，加太子太保。”
50. ↑  《清史稿》（卷176）:“海望五月，加太子少保。”
51. ↑  《清史稿》（卷176）:“班第七月丙寅，授湖广总督。出。”
52. ↑  《清史稿》（卷176）:“班第正月乙酉，复以原任湖广总督在军机处行走。三月，授兵部尚书。”
53. ↑  《清史稿》（卷176）:“徐本六月己酉，致仕。”
54. ↑  《清史稿》（卷176）:“讷亲正月，差赴江、浙、鲁、豫勘事。七月，还。”
55. ↑  《清史稿》（卷176）:“鄂尔泰正月，病。三月，晋太傅。四月，卒。”
56. ↑  《清史稿》（卷176）:“讷亲三月协办大学士。五月，授保和殿大学士。”
57. ↑  《清史稿》（卷176）:“海望十二月乙卯，以精力渐衰罢。”
58. ↑  《清史稿》（卷176）:“傅恆六月己酉，以户部右侍郎在军机处行走。”
59. ↑  《清史稿》（卷176）:“汪由敦十月戊午，以刑部尚书在军机处行走。”
60. ↑  《清史稿》（卷176）:“高斌十二月乙卯，以太子太保、协办大学士、吏部尚书在军机处行走。”
61. ↑  《清史稿》（卷176）:“蒋溥十二月乙卯，以吏部右侍郎在军机处行走。”
62. ↑  《清史稿》（卷176）:“高斌二月，差赴南河勘事。十一月，还。”
63. ↑  《清史稿》（卷176）:“班第三月，差赴四川办理军务。七月，差赴凤皇城勘界。九月，命署山西巡抚。十二月，召还。”
64. ↑  《清史稿》（卷176）:“讷亲四月，差赴山西勘案。六月，还。”
65. ↑  《清史稿》（卷176）:“高斌三月，授文渊阁大学士。四月，差赴江南勘河。九月，差赴浙江鞫案。”
66. ↑  《清史稿》（卷176）:“纳延泰八月，差赴苏尼特给赈。”
67. ↑  《清史稿》（卷176）:“傅恆三月，迁工部尚书。”
68. ↑  《清史稿》（卷176）:“讷亲正月，差赴浙江审案。四月，命往金川经略军务。九月庚辰，革职。”
69. ↑  《清史稿》（卷176）:“高斌三月，命转赴山东勘事。闰七月丙辰，授江南河道总督。出。”
70. ↑  《清史稿》（卷176）:“班第正月己亥，差赴金川办理军务。出。”
71. ↑  《清史稿》（卷176）:“傅恆四月，加太子太保协办大学士。九月，命经略金川军务。十月，授保和殿大学士。十二月，晋太保。”
72. ↑  《清史稿》（卷176）:“蒋溥四月，迁户部尚书。丁卯，命专办部务。罢。”
73. ↑  《清史稿》（卷176）:“陈大受四月丁卯，以太子少保、兵部尚书在军机处行走。旋协办大学士。”
74. ↑  《清史稿》（卷176）:“舒赫德九月己卯，以户部侍郎、汉军都统在军机处行走。十月，迁兵部尚书。十一月，转户部尚书。”
75. ↑  《清史稿》（卷176）:“来保九月辛巳，以太子太保、武英殿大学士在军机处行走。”
76. ↑  《清史稿》（卷176）:“尹继善十一月己巳，以太子少保、协办大学士、户部尚书在军机处行走。甲戌，授陕甘总督。出。”
77. ↑  《清史稿》（卷176）:“傅恆经略金川军务。正月，封一等忠勇公。三月，还。”
78. ↑  《清史稿》（卷176）:“张廷玉八月晋三等勤宣伯。十一月戊辰，致仕。”
79. ↑  《清史稿》（卷176）:“来保二月晋太子太傅。”
80. ↑  《清史稿》（卷176）:“陈大受二月晋太子太保。七月，命署直隶总督。十月，还。十一月，病假。”
81. ↑  《清史稿》（卷176）:“汪由敦二月加太子少师。十一月，署协办大学士。十二月，革署协办大学士，仍留刑部尚书。”
82. ↑  《清史稿》（卷176）:“纳延泰二月加太子少保。”
83. ↑  《清史稿》（卷176）:“舒赫德正月授金川参赞大臣。二月，加太子太保。十二月庚寅，复转兵部尚书。以职务繁多，命罢。”
84. ↑  《清史稿》（卷176）:“陈大受正月丁未授两广总督。出。”
85. ↑  《清史稿》（卷176）:“汪由敦七月降兵部侍郎。”
86. ↑  《清史稿》（卷176）:“刘纶正月壬戌以工部右侍郎在军机处行走。”
87. ↑  《清史稿》（卷176）:“兆惠四月庚辰，以刑部侍郎在军机处行走，转户部侍郎。十一月，差赴西藏会办善后事宜。”
88. ↑  《清史稿》（卷176）:“舒赫德十一月丙辰复以太子太保、兵部尚书在军机处行走。十二月，差往江南审案。”
89. ↑  《清史稿》（卷176）:“汪由敦八月转户部右侍郎。”
90. ↑  《清史稿》（卷176）:“刘纶九月壬申以父忧免。”
91. ↑  《清史稿》（卷176）:“兆惠八月命署山东巡抚。”
92. ↑  《清史稿》（卷176）:“舒赫德正月差赴北路军营。”
93. ↑  《清史稿》（卷176）:“汪由敦九月迁工部尚书。”
94. ↑  《清史稿》（卷176）:“班第九月辛巳复以都统衔在军机处行走。旋授汉军都统。”
95. ↑  《清史稿》（卷176）:“刘统勋十一月甲子以刑部尚书在军机处行走。”
96. ↑  《清史稿》（卷176）:“舒赫德九月差勘南河，十二月差往北路办理军务。”
97. ↑  《清史稿》（卷176）:“刘统勋七月差勘河工。”
98. ↑  《清史稿》（卷176）:“班第正月命署两广总督。”
99. ↑  《清史稿》（卷176）:“兆惠二月差赴西藏会办事件。”
100. ↑  《清史稿》（卷176）:“刘纶八月以服制将阕，召来京补户部右侍郎。寻复入直。”
101. ↑  《清史稿》（卷176）:“舒赫德在差。七月甲辰，以安置准部降人失策，革职。”
102. ↑  《清史稿》（卷176）:“刘统勋正月差勘海口。四月，加太子太傅。五月，命驰往西安协办总督事。”
103. ↑  《清史稿》（卷176）:“汪由敦四月晋太子太傅。”
104. ↑  《清史稿》（卷176）:“班第署两广总督。四月，内召。七月甲辰，授兵部尚书，署定边左副将军。出。”
105. ↑  《清史稿》（卷176）:“兆惠三月差往北路协办军务。出。”
106. ↑  《清史稿》（卷176）:“觉罗雅尔哈善六月壬甲以署户部左侍郎在军机处行走。十月，补兵部右侍郎。”
107. ↑  《清史稿》（卷176）:“阿兰泰八月戊申以召觐盛京将军暂在军机处行走。壬子，命赴军营带兵。出。”
108. ↑  《清史稿》（卷176）:“刘统勋协办西安总督事。九月丙申，革职。”
109. ↑  《清史稿》（卷176）:“汪由敦九月转刑部尚书。”
110. ↑  《清史稿》（卷176）:“刘纶十二月差赴浙江审案。”
111. ↑  《清史稿》（卷176）:“觉罗雅尔哈善十月命往北路参赞军务。”
112. ↑  《清史稿》（卷176）:“傅恒四月命往西路经理军务。旋止行。”
113. ↑  《清史稿》（卷176）:“汪由敦六月转工部尚书。”
114. ↑  《清史稿》（卷176）:“纳延泰八月癸卯差赴北路军营。出。”
115. ↑  《清史稿》（卷176）:“刘纶四月癸亥命回部办事，罢直。”
116. ↑  《清史稿》（卷176）:“觉罗雅尔哈善三月召还。四月癸亥，命回部办事，罢直。”
117. ↑  《清史稿》（卷176）:“阿里衮四月甲寅以户部尚书暂在军机处行走。五月癸酉，差往西路军营领队。出。”
118. ↑  《清史稿》（卷176）:“裘曰修四月癸亥以吏部左侍郎在军机处行走。”
119. ↑  《清史稿》（卷176）:“刘统勋六月癸丑起授原官，仍入直。九月，差勘铜山漫工。十月，命署江南河道总督。十一月，内召。”
120. ↑  《清史稿》（卷176）:“梦麟八月癸卯以工部右侍郎在军机处学习行走。”
121. ↑  《清史稿》（卷176）:“刘统勋四月差赴徐州督修石坝。五月，转差云南勘狱。十一月，差赴山西勘狱。十二月，加太子太保。”
122. ↑  《清史稿》（卷176）:“汪由敦正月转吏部尚书。”
123. ↑  《清史稿》（卷176）:“梦麟正月差赴江南、山东勘事。九月，转户部右侍郎。寻还直。”
124. ↑  《清史稿》（卷176）:“刘统勋正月转吏部尚书。五月，内召。”
125. ↑  《清史稿》（卷176）:“汪由敦正月甲寅卒。”
126. ↑  《清史稿》（卷176）:“裘曰修十二月癸亥以事免。”
127. ↑  《清史稿》（卷176）:“梦麟四月仍转工部右侍郎。八月，卒。”
128. ↑  《清史稿》（卷176）:“三泰正月己酉以吏部左侍郎在军机处行走。四月，转户部左侍郎。七月己巳，授库车参赞大臣。出。”
129. ↑  《清史稿》（卷176）:“刘纶正月己酉复以户部左侍郎在军机处行走。”
130. ↑  《清史稿》（卷176）:“刘统勋正月协办大学士。二月，差赴西安勘狱。六月，差赴山西勘狱。”
131. ↑  《清史稿》（卷176）:“刘纶闰六月迁左都御史。”
132. ↑  《清史稿》（卷176）:“刘统勋八月，差赴江南勘事。十月，转赴江西勘事。十二月，内召。”
133. ↑  《清史稿》（卷176）:“富德二月乙巳以一等成勇靖远侯、领侍卫内大臣、都统在军机处行走。三月，授理藩院尚书。”
134. ↑  《清史稿》（卷176）:“兆惠二月仍以一等武毅谋勇公、户部尚书入直。”
135. ↑  《清史稿》（卷176）:“阿里衮七月甲寅仍以袭封一等果毅公、兵部尚书入直。”
136. ↑  《清史稿》（卷176）:“于敏中八月己亥以户部右侍郎在军机处行走。十一月，转左侍郎。”
137. ↑  《清史稿》（卷176）:“刘统勋五月授东阁大学士。八月，命督办河南杨桥漫工。十月，内召。”
138. ↑  《清史稿》（卷176）:“兆惠七月协办大学士。”
139. ↑  《清史稿》（卷176）:“刘纶五月转兵部尚书。”
140. ↑  《清史稿》（卷176）:“刘统勋三月差勘高、宝河入江水道。四月，转勘德州运河。”
141. ↑  《清史稿》（卷176）:“富德九月丁亥革职，削爵。”
142. ↑  《清史稿》（卷176）:“兆惠十月加太子太保。”
143. ↑  《清史稿》（卷176）:“阿里衮六月命署陕西巡抚。十月，加太子太保。”
144. ↑  《清史稿》（卷176）:“刘纶五月转户部尚书。六月，协办大学士。十月，加太子太保。”
145. ↑  《清史稿》（卷176）:“阿桂正月壬申以工部尚书在军机处行走。四月，差赴归化城、西宁等处勘事。十月，加太子太保。”
146. ↑  《清史稿》（卷176）:“来保三月卒。”
147. ↑  《清史稿》（卷176）:“兆惠十一月卒。”
148. ↑  《清史稿》（卷176）:“阿里衮六月还直。十一月，转户部尚书、协办大学士。”
149. ↑  《清史稿》（卷176）:“阿桂三月署四川总督。十二月，还。”
150. ↑  《清史稿》（卷176）:“刘纶正月癸丑忧免。”
151. ↑  《清史稿》（卷176）:“阿桂闰二月以乌什回乱，命往伊犁办事。出。”
152. ↑  《清史稿》（卷176）:“于敏中正月迁户部尚书。”
153. ↑  《清史稿》（卷176）:“尹继善九月复以太子太保、文华殿大学士入直。”
154. ↑  《清史稿》（卷176）:“刘纶三月服阕。五月，仍以太子太保、协办大学士入直。”
155. ↑  《清史稿》（卷176）:“傅恒二月命往云南经略征缅军务。未行。”
156. ↑  《清史稿》（卷176）:“刘统勋四月差勘江南清口疏濬事宜。”
157. ↑  《清史稿》（卷176）:“阿里衮正月壬子命往云南参赞军务。出。”
158. ↑  《清史稿》（卷176）:“于敏中八月加太子太保。”
159. ↑  《清史稿》（卷176）:“福隆安二月丙戌以和硕额驸、兵部尚书在军机处学习行走。四月，转工部尚书。”
160. ↑  《清史稿》（卷176）:“索琳十一月癸卯以署户部右侍郎在军机处行走。”
161. ↑  《清史稿》（卷176）:“傅恒二月往云南经略军务。”
162. ↑  《清史稿》（卷176）:“刘统勋九月差勘挑濬运河事宜。”
163. ↑  《清史稿》（卷176）:“索琳二月补户部右侍郎。”
164. ↑  《清史稿》（卷176）:“傅恒经略征缅军务。三月，还。七月，卒。”
165. ↑  《清史稿》（卷176）:“福隆安七月穿孝给假。十月，袭封一等忠勇公。”
166. ↑  《清史稿》（卷176）:“索琳十二月差赴土默特鞫狱。”
167. ↑  《清史稿》（卷176）:“温福闰五月己未以吏部侍郎在军机处行走。七月，迁理藩院尚书。”
168. ↑  《清史稿》（卷176）:“丰升额八月丙戌以袭封一等果毅公、署兵部尚书在军机处学习行走。”
169. ↑  《清史稿》（卷176）:“尹继善四月卒。”
170. ↑  《清史稿》（卷176）:“刘纶二月授文渊阁大学士。”
171. ↑  《清史稿》（卷176）:“于敏中二月协办大学士。”
172. ↑  《清史稿》（卷176）:“温福五月己巳命往云南署定边右副将军。出。”
173. ↑  《清史稿》（卷176）:“索琳三月癸卯降为军机司员。免。”
174. ↑  《清史稿》（卷176）:“桂林四月甲戌以户部右侍郎在军机处学习行走。九月己酉，命往四川会办军务。出。”
175. ↑  《清史稿》（卷176）:“庆桂九月癸卯以理藩院侍郎在军机处学习行走。”
176. ↑  《清史稿》（卷176）:“福隆安五月，差赴四川勘事。寻还直。”
177. ↑  《清史稿》（卷176）:“丰升额三月，命往四川参赞军务。出。”
178. ↑  《清史稿》（卷176）:“福康安五月辛丑，以户部侍郎在军机处学习行走。十二月癸酉，命往四川领队。出。”
179. ↑  《清史稿》（卷176）:“刘统勋十一月辛未卒。”
180. ↑  《清史稿》（卷176）:“刘纶六月卒。”
181. ↑  《清史稿》（卷309）:“（于敏中）三十八年，晋文华殿大学士，兼户部尚书如故。”
182. ↑  《清史稿》（卷176）:“福隆安四月加太子太保。”
183. ↑  《清史稿》（卷176）:“庆桂四月辛亥授伊犁参赞大臣。出。”
184. ↑  《清史稿》（卷176）:“索琳四月庚戌复以署礼部侍郎在军机处学习行走。十月，补内阁学士。旋差赴归化城勘事。出。”
185. ↑  《清史稿》（卷176）:“舒赫德七月甲子复以太子太保、武英殿大学士入直。”
186. ↑  《清史稿》（卷176）:“袁守侗九月丙子以刑部左侍郎在军机处学习行走。十月，差赴浙江勘事。”
187. ↑  《清史稿》（卷176）:“梁国治十一月壬申以湖南巡抚内召，在军机处行走。十二月，署礼部左侍郎。”
188. ↑  《清史稿》（卷176）:“舒赫德九月命赴山东剿贼。寻还直。”
189. ↑  《清史稿》（卷176）:“袁守侗二月差赴四川勘事。十月，差赴贵州勘事。十二月，转吏部右侍郎。”
190. ↑  《清史稿》（卷176）:“梁国治六月补户部左侍郎。”
191. ↑  《清史稿》（卷176）:“阿思哈七月乙亥以左都御史在军机处行走。九月，差赴山东剿贼。”
192. ↑  《清史稿》（卷176）:“阿思哈十月差赴青海勘事。”
193. ↑  《清史稿》（卷176）:“袁守侗八月差赴贵州勘事。”
194. ↑  《清史稿》（卷176）:“于敏中正月赐世职。”
195. ↑  《清史稿》（卷176）:“福隆安正月转兵部尚书。”
196. ↑  《清史稿》（卷176）:“阿思哈正月庚寅授漕运总督。出。”
197. ↑  《清史稿》（卷176）:“袁守侗三月迁户部尚书。”
198. ↑  《清史稿》（卷176）:“和珅三月庚子以户部右侍郎在军机处行走。”
199. ↑  《清史稿》（卷176）:“阿桂四月辛亥复以太子太保、一等诚谋英勇公、协办大学士、吏部尚书在军机处行走。”
200. ↑  《清史稿》（卷176）:“丰升额四月还，仍以太子少保、一等果毅公、户部尚书入直。”
201. ↑  《清史稿》（卷176）:“福康安四月还，仍以三等嘉勇男、户部左侍郎入直。”
202. ↑  《清史稿》（卷176）:“明亮十二月丙午以入觐一等襄勇伯、成都将军暂在军机处行走。旋命还四川本任。出。”
203. ↑  《清史稿》（卷176）:“舒赫德四月丁巳卒。”
204. ↑  《清史稿》（卷176）:“阿桂正月命赴云南受降。五月，授武英殿大学士。七月，还。”
205. ↑  《清史稿》（卷176）:“福隆安十一月差赴盛京勘事。十二月，还。”
206. ↑  《清史稿》（卷176）:“丰升额十月卒。”
207. ↑  《清史稿》（卷176）:“袁守侗十一月转刑部尚书。”
208. ↑  《清史稿》（卷176）:“梁国治十一月迁户部尚书。”
209. ↑  《清史稿》（卷176）:“和珅六月转户部左侍郎。十月，兼步军统领。”
210. ↑  《清史稿》（卷176）:“福康安六月乙卯授吉林将军。出。”
211. ↑  《清史稿》（卷176）:“李侍尧六月癸巳，以入觐太子太保、二等昭信伯、武英殿大学士、云贵总督暂在军机处行走。寻还总督本任。出。”
212. ↑  《清史稿》（卷176）:“于敏中十二月丁巳卒。”
213. ↑  《清史稿》（卷176）:“阿桂正月差勘南河坝工。”
214. ↑  《清史稿》（卷176）:“福隆安三月差赴真定勘事。寻还直。”
215. ↑  《清史稿》（卷176）:“袁守侗四月戊寅授山东河道总督。出。”
216. ↑  《清史稿》（卷176）:“和珅八月授御前大臣。”
217. ↑  《清史稿》（卷176）:“董诰十二月甲寅以户部左侍郎在军机处行走。”
218. ↑  《清史稿》（卷176）:“阿桂四月还。十二月，差勘浙江海塘。”
219. ↑  《清史稿》（卷176）:“和珅正月差赴云南勘事。三月，迁户部尚书。五月，还。”
220. ↑  《清史稿》（卷176）:“福长安正月丙午，以署工部右侍郎在军机处学习行走。二月，授户部右侍郎。”
221. ↑  《清史稿》（卷176）:“阿桂三月命转赴甘肃剿叛回。八月，命回途赴豫勘河。十月，命赴浙谳狱。十二月，还。”
222. ↑  《清史稿》（卷176）:“和珅三月差赴甘肃剿逆回。五月，还。”
223. ↑  《清史稿》（卷176）:“梁国治八月加太子少傅。”
224. ↑  《清史稿》（卷176）:“和珅四月差赴山东勘事。八月，加太子太保。”
225. ↑  《清史稿》（卷176）:“福长安四月差赴奉天勘事。九月，差赴浙江勘事。十二月，还。”
226. ↑  《清史稿》（卷176）:“阿桂正月差勘河工。四月，还。”
227. ↑  《清史稿》（卷176）:“梁国治七月协办大学士。”
228. ↑  《清史稿》（卷176）:“福长安七月转户部左侍郎。”
229. ↑  《清史稿》（卷176）:“福康安五月庚戌复以太子太保、三等嘉勇男、署工部尚书在军机处行走。十二月，差赴广东勘事。”
230. ↑  《清史稿》（卷176）:“阿桂五月，命讨固原叛回。八月，还。寻差督办河工。十二月，还。”
231. ↑  《清史稿》（卷176）:“福隆安三月己酉，卒。”
232. ↑  《清史稿》（卷176）:“和珅七月，转吏部尚书、协办大学士。九月，封一等男。”
233. ↑  《清史稿》（卷176）:“福康安闰三月，转兵部尚书。五月戊辰，授陕甘总督。出。”
234. ↑  《清史稿》（卷176）:“庆桂五月丁巳，复以工部尚书在军机处行走。旋转兵部尚书。十一月，差赴山东等处勘事。”
235. ↑  《清史稿》（卷176）:“阿桂八月差赴江南勘河。十一月，还。”
236. ↑  《清史稿》（卷176）:“梁国治五月授东阁大学士。”
237. ↑  《清史稿》（卷176）:“庆桂九月己酉命署陕甘总督。”
238. ↑  《清史稿》（卷176）:“阿桂四月差赴江南筹办河工。十月，还。”
239. ↑  《清史稿》（卷176）:“梁国治十二月壬子卒。”
240. ↑  《清史稿》（卷176）:“和珅闰七月授文华殿大学士。”
241. ↑  《清史稿》（卷176）:“庆桂九月内召。十二月，还。”
242. ↑  《清史稿》（卷176）:“福长安闰七月迁户部尚书。”
243. ↑  《清史稿》（卷176）:“王杰十二月壬子以兵部尚书在军机处行走。”
244. ↑  《清史稿》（卷176）:“阿桂六月差赴睢州筹办河工。十月，命转勘江南高堰河工。
”
245. ↑  《清史稿》（卷176）:“庆桂十一月差赴湖北勘事。十二月，命署盛京将军。”
246. ↑  《清史稿》（卷176）:“福长安十二月转工部尚书。”
247. ↑  《清史稿》（卷176）:“王杰正月授东阁大学士。”
248. ↑  《清史稿》（卷176）:“董诰正月，迁户部尚书。”
249. ↑  《清史稿》（卷176）:“阿桂正月还。七月，差赴荆州勘水。十月，还。”
250. ↑  《清史稿》（卷176）:“和珅二月晋三等忠襄伯。”
251. ↑  《清史稿》（卷176）:“庆桂十月命署吉林将军。”
252. ↑  《清史稿》（卷176）:“阿桂四月差赴荆州勘工。八月，还。”
253. ↑  《清史稿》（卷176）:“庆桂四月命署乌里雅苏台将军。”
254. ↑  《清史稿》（卷176）:“孙士毅六月庚午以太子太保、兵部尚书在军机处行走。十一月癸巳，命署四川总督。出。”
255. ↑  《清史稿》（卷176）:“和珅正月赐用黄带。”
256. ↑  《清史稿》（卷176）:“王杰十一月加太子太保。”
257. ↑  《清史稿》（卷176）:“董诰十一月加太子少保。”
258. ↑  《清史稿》（卷176）:“福长安十一月加太子少保。”
259. ↑  《清史稿》（卷176）:“庆桂三月丁母忧，给假。”
260. ↑  《清史稿》（卷176）:“福长安十月转户部尚书。”
261. ↑  《清史稿》（卷176）:“慶桂十二月差赴浙江鞫案。”
262. ↑  《清史稿》（卷176）:“庆桂四月己卯授荆州将军。出。”
263. ↑  《清史稿》（卷176）:“松筠四月庚寅以户部左侍郎在军机处行走。九月，差送英吉利贡使马嘎尔呢赴粤。”
264. ↑  《清史稿》（卷176）:“松筠正月丁酉差赴盛京勘案。旋命署吉林将军。出。”
265. ↑  《清史稿》（卷176）:“台布九月庚申以内阁学士在军机处学习行走。旋迁工部左侍郎。”
266. ↑  《清史稿》（卷176）:“王杰十月病假。”
267. ↑  《清史稿》（卷176）:“董诰十月，授东阁大学士。”
268. ↑  《清史稿》（卷176）:“台布六月转户部右侍郎。十一月，差赴浙江、江西勘事。”
269. ↑  《清史稿》（卷176）:“沈初十月己卯以左都御史在军机处学习行走。旋迁兵部尚书。”
270. ↑  《清史稿》（卷176）:“阿桂八月丁巳卒。”
271. ↑  《清史稿》（卷176）:“王杰闰六月壬戌罢。”
272. ↑  《清史稿》（卷176）:“董诰二月忧免。”
273. ↑  《清史稿》（卷176）:“沈初三月转吏部尚书。八月，转户部尚书。”
274. ↑  《清史稿》（卷176）:“台布正月丙午命署江西巡抚。出。”
275. ↑  《清史稿》（卷176）:“傅森闰六月壬戌以兵部右侍郎在军机处学习行走。十月，转户部右侍郎。”
276. ↑  《清史稿》（卷176）:“戴衢亨闰六月壬戌以侍讲学士加三品卿衔，在军机处学习行走。”
277. ↑  《清史稿》（卷176）:“吴熊光闰六月壬戌以通政使司参议加三品卿衔在军机处学习行走。十二月壬戌，授直隶布政使。出。”
278. ↑  《清史稿》（卷176）:“和珅八月晋一等忠襄公。”
279. ↑  《清史稿》（卷176）:“福长安八月封侯。”
280. ↑  《清史稿》（卷176）:“傅森二月乙卯命回部办事。罢直。”
281. ↑  《清史稿》（卷176）:“戴衢亨正月迁内阁学士。二月，迁礼部右侍郎。七月，转户部右侍郎。”
282. ↑  《清史稿》（卷176）:“那彦成二月乙卯以内阁学士在军机处学习行走。五月，迁工部右侍郎。”
283. ↑  《清史稿》（卷176）:“和珅正月丁卯革职，逮狱。”
284. ↑  《清史稿》（卷176）:“福长安正月丁卯革职，逮狱。”
285. ↑  《清史稿》（卷176）:“沈初正月丁卯以年老罢直。”
286. ↑  《清史稿》（卷176）:“戴衢亨正月丁卯申命仍留军机处行走。”
287. ↑  《清史稿》（卷176）:“那彦成正月丁卯申命仍留军机处行走。旋转户部右侍郎，迁工部尚书。八月加钦差大臣，赴陕西督办军务。”
288. ↑  《清史稿》（卷176）:“成亲王永瑆正月丁卯命在军机处行走。旋署户部尚书。十月丁未，以非祖制罢直。”
289. ↑  《清史稿》（卷176）:“董诰正月丁卯复以太子少保、前任大学士、署刑部尚书在军机处行走。二月，晋太子太保。五月，授文华殿大学士。九月，晋太子太傅。”
290. ↑  《清史稿》（卷176）:“庆桂正月丁卯，复以兵部尚书在军机处行走。旋转刑部尚书、协办大学士。二月，加太子太保。三月，授文渊阁大学士，晋太子太傅。”
291. ↑  《清史稿》（卷176）:“傅森十月丁未，复以兵部尚书在军机处行走。”
292. ↑  《清史稿》（卷176）:“傅森三月差赴盛京勘事。四月，还。”
293. ↑  《清史稿》（卷176）:“那彦成督办陕西军务。闰四月戊辰，以办贼不力，免直。”
294. ↑  《清史稿》（卷176）:“戴衢亨正月转户部左侍郎。”
295. ↑  《清史稿》（卷176）:“傅森正月转户部尚书，二月卒。”
296. ↑  《清史稿》（卷176）:“成德二月癸酉以户部尚书在军机处学习行走。”
297. ↑  《清史稿》（卷176）:“庆桂十二月赐世职。”
298. ↑  《清史稿》（卷176）:“董诰十二月赐世职。”
299. ↑  《清史稿》（卷176）:“戴衢亨七月迁兵部尚书。十二月，加太子少保，赐世职。”
300. ↑  《清史稿》（卷176）:“成德三月卒。”
301. ↑  《清史稿》（卷176）:“刘权之六月甲寅以吏部尚书在军机处学习行走。”
302. ↑  《清史稿》（卷176）:“德瑛六月甲寅以刑部尚书在军机处学习行走。”
303. ↑  《清史稿》（卷176）:“戴衢亨六月转工部尚书。”
304. ↑  《清史稿》（卷176）:“刘权之六月转兵部尚书。”
305. ↑  《清史稿》（卷176）:“德瑛正月，差赴山东勘事。六月戊辰，转吏部尚书，命专管部务。罢直。”
306. ↑  《清史稿》（卷176）:“那彦成六月戊辰复以礼部尚书在军机处行走。乙亥，命署陕西总督。出。”
307. ↑  《清史稿》（卷176）:“英和六月戊辰以太子少保、户部左侍郎在军机处学习行走。”
308. ↑  《清史稿》（卷176）:“刘权之二月转礼部尚书、协办大学士。六月辛巳，降级，免直。”
309. ↑  《清史稿》（卷176）:“戴衢亨正月转户部尚书。”
310. ↑  《清史稿》（卷176）:“英和六月辛巳以事革宫衔，降级，免直。”
311. ↑  《清史稿》（卷176）:“托津闰六月壬午以吏部左侍郎在军机处学习行走。九月，差赴湖北、广东勘事。”
312. ↑  《清史稿》（卷176）:“托津正月转户部左侍郎。四月，差赴河南谳狱。十二月，差赴天津谳狱。”
313. ↑  《清史稿》（卷176）:“庆桂三月赐用紫缰。”
314. ↑  《清史稿》（卷176）:“戴衢亨五月协办大学士。”
315. ↑  《清史稿》（卷176）:“托津七月差赴热河谳狱。”
316. ↑  《清史稿》（卷176）:“戴衢亨三月差赴南河勘工，并给假归籍省墓。”
317. ↑  《清史稿》（卷176）:“托津十月差勘南河海口。”
318. ↑  《清史稿》（卷176）:“英和闰五月丙寅复以工部左侍郎暂在军机大臣上学习行走。寻罢直。”
319. ↑  《清史稿》（卷176）:“庆桂正月晋太子太师。”
320. ↑  《清史稿》（卷176）:“董诰正月晋太子太师。”
321. ↑  《清史稿》（卷176）:“戴衢亨正月晋太子少师。七月，转工部尚书。”
322. ↑  《清史稿》（卷176）:“托津正月差赴江苏谳狱。八月，差赴浙江按事。”
323. ↑  《清史稿》（卷176）:“戴衢亨五月授体仁阁大学士。”
324. ↑  《清史稿》（卷176）:“托津正月差赴山西勘事。二月，迁工部尚书。旋差赴四川勘事。五月，转户部尚书。六月，还。十一月，差赴扬州勘事。”
325. ↑  《清史稿》（卷176）:“戴衢亨四月卒。”
326. ↑  《清史稿》（卷176）:“托津正月暂署两江总督。六月，加太子少保。”
327. ↑  《清史稿》（卷176）:“方维甸四月己酉召原任闽浙总督为军机大臣。以母病不至。癸酉，许在籍终养。”
328. ↑  《清史稿》（卷176）:“卢荫溥七月戊寅以光禄寺少卿加四品卿衔在军机大臣上学习行走。旋迁通政司副使。”
329. ↑  《清史稿》（卷176）:“庆桂正月晋太保。九月甲午，以年老罢直。”
330. ↑  《清史稿》（卷176）:“董诰正月晋太保。”
331. ↑  《清史稿》（卷176）:“卢荫溥十一月转通政司正使。十二月，迁内阁学士。”
332. ↑  《清史稿》（卷176）:“松筠九月甲午复以太子少保、协办大学士、吏部尚书在军机大臣上行走。十月，差赴南河勘事。”
333. ↑  《清史稿》（卷176）:“松筠正月乙亥罢直。”
334. ↑  《清史稿》（卷176）:“托津九月协办大学士。十月，差赴河南勘事。十二月，还。”
335. ↑  《清史稿》（卷176）:“卢荫溥三月迁兵部右侍郎。八月，转左侍郎。九月，转户部左侍郎。”
336. ↑  《清史稿》（卷176）:“勒保正月乙亥以太子太保、一等威勤伯、武英殿大学士在军机大臣上行走。十月，病假。”
337. ↑  《清史稿》（卷176）:“桂芳十月甲寅以户部右侍郎暂在军机大臣上学习行走。”
338. ↑  《清史稿》（卷176）:“勒保闰二月甲子乞病，罢直。 ”
339. ↑  《清史稿》（卷176）:“托津八月授东阁大学士。九月，晋太子太保。十一月，差赴江南勘事。”
340. ↑  《清史稿》（卷176）:“卢荫溥九月差赴河南勘事。十一月，还。 ”
341. ↑  《清史稿》（卷176）:“桂芳闰二月差往广西勘事。三月癸卯，授漕运总督。出。”
342. ↑  《清史稿》（卷176）:“英和十一月丁未复以吏部尚书暂在军机大臣上行走。寻罢直。”
343. ↑  《清史稿》（卷176）:“托津六月差赴天津勘事，暂署直隶总督。旋还。”
344. ↑  《清史稿》（卷176）:“卢荫溥六月转户部右侍郎。”
345. ↑  《清史稿》（卷176）:“章煦十月己亥以太子少保、协办大学士、礼部尚书在军机大臣上行走。十一月，转刑部尚书。”
346. ↑  《清史稿》（卷176）:“章煦二月病假。三月辛未，罢。卢荫溥三月迁礼部尚书，转兵部尚书。六月，加太子少保。九月，转户部尚书。”
347. ↑  《清史稿》（卷176）:“卢荫溥三月迁礼部尚书，转兵部尚书。六月，加太子少保。九月，转户部尚书。”
348. ↑  《清史稿》（卷176）:“董诰二月乙亥致仕。”
349. ↑  《清史稿》（卷176）:“戴均元二月辛未以太子少保、协办大学士、吏部尚书在军机大臣上学习行走。”
350. ↑  《清史稿》（卷176）:“和瑛二月辛未以太子少保、兵部尚书在军机大臣上学习行走。三月，差赴保定勘事。”
351. ↑  《清史稿》（卷176）:“托津正月赐用紫缰。”
352. ↑  《清史稿》（卷176）:“戴均元十月差赴河南勘事。”
353. ↑  《清史稿》（卷176）:“和瑛正月丁巳转刑部尚书，命专任部务。罢直。”
354. ↑  《清史稿》（卷176）:“文孚正月丁巳以刑部右侍郎在军机大臣上学习行走。六月，差赴江南勘事。”
355. ↑  《清史稿》（卷176）:“托津九月庚申以撰遗诏错误免直。”
356. ↑  《清史稿》（卷176）:“戴均元二月授文渊阁大学士，晋太子太保。九月庚申，以撰遗诏错误免直。”
357. ↑  《清史稿》（卷176）:“卢荫溥九月以撰遗诏错误降级留任，仍在军机大臣上行走，转工部尚书。”
358. ↑  《清史稿》（卷176）:“文孚二月差赴甘肃勘事。三月，转户部左侍郎。九月，以撰遗诏错误降级留任，仍在军机大臣上行走，转工部右侍郎。十一月，迁左都御史。”
359. ↑  《清史稿》（卷176）:“曹振镛九月庚申以太子太保、体仁阁大学士在军机大臣上行走。”
360. ↑  《清史稿》（卷176）:“黄钺九月庚申以太子少保、户部尚书在军机大臣上行走。”
361. ↑  《清史稿》（卷176）:“英和九月庚申复以吏部尚书在军机大臣上行走。十月，转户部尚书。十二月乙巳，以言事忤旨免直。”
362. ↑  《清史稿》（卷177）：“曹振镛三月晋太子太傅。五月，转授武英殿大学士。”
363. ↑  《清史稿》（卷177）：“卢廕溥十二月癸巳转吏部尚书兼管顺天府尹，以事繁罢直。”
364. ↑  《清史稿》（卷177）：“文孚正月转礼部尚书。”
365. ↑  《清史稿》（卷177）：“松筠八月丁亥复以吏部尚书在军机大臣上行走。九月，差赴浙江勘事。”
366. ↑  《清史稿》（卷177）：“松筠正月命署直隶总督。闰三月，还。六月壬午，以事降级，免直。”
367. ↑  《清史稿》（卷177）：“文孚三月转工部尚书。闰三月，差赴陕西勘狱。六月，转吏部尚书。”
368. ↑  《清史稿》（卷177）：“文孚二月差赴文安勘事。”
369. ↑  《清史稿》（卷177）：“长龄正月乙未，以太子少保、文华殿大学士在军机大臣上行走。”
370. ↑  《清史稿》（卷177）：“长龄十二月己卯授云贵总督。出。”
371. ↑  《清史稿》（卷177）：“文孚四月加太子少保。十一月，差勘南河漫口。寻还。”
372. ↑  《清史稿》（卷177）：“玉麟十一月甲寅以兵部尚书在军机大臣上行走。”
373. ↑  《清史稿》（卷177）：“黄钺五月丁酉乞老，命专办部务。罢直。”
374. ↑  《清史稿》（卷177）：“王鼎五月丁酉以一品衔署户部左侍郎、服阕左都御史在军机大臣上行走。六月，差主浙江乡试。十一月，还直，署工部左侍郎。”
375. ↑  《清史稿》（卷177）：“蒋攸銛十一月庚子以太子少保、体仁阁大学士在军机大臣上行走。”
376. ↑  《清史稿》（卷177）：“王鼎六月差赴山西勘事。九月，授户部尚书。”
377. ↑  《清史稿》（卷177）：“曹振镛七月晋太子太师。”
378. ↑  《清史稿》（卷177）：“蒋攸銛三月差赴江南勘河。五月丙戌，授两江总督。出。”
379. ↑  《清史稿》（卷177）：“文孚七月晋太子太保。”
380. ↑  《清史稿》（卷177）：“玉麟七月加太子少保。”
381. ↑  《清史稿》（卷177）：“王鼎七月加太子少保。”
382. ↑  《清史稿》（卷177）：“穆彰阿五月丁亥以工部尚书在军机大臣上学习行走。”
383. ↑  《清史稿》（卷177）：“曹振镛正月晋太傅，赐用紫缰。”
384. ↑  《清史稿》（卷177）：“文孚正月晋太子太傅，赐用紫缰。二月，差赴黑龙江勘事。”
385. ↑  《清史稿》（卷177）：“玉麟正月晋太子太保。”
386. ↑  《清史稿》（卷177）：“王鼎正月赐戴花翎。”
387. ↑  《清史稿》（卷177）：“穆彰阿正月加太子少保，去“行走上学习”字。”
388. ↑  《清史稿》（卷177）：“玉麟六月甲戌，授伊犁将军。出。”
389. ↑  《清史稿》（卷177）：“王鼎十月差赴江南勘事。”
390. ↑  《清史稿》（卷177）：“文孚十二月协办大学士。”
391. ↑  《清史稿》（卷177）：“王鼎二月命署直隶总督。四月，还。”
392. ↑  《清史稿》（卷177）：“穆彰阿七月差赴江南勘赈。八月，转兵部尚书。十月，还。十二月，仍转工部尚书。”
393. ↑  《清史稿》（卷177）：“穆彰阿九月差赴江南勘事。”
394. ↑  《清史稿》（卷177）：“穆彰阿四月还。五月，转户部尚书。”
395. ↑  《清史稿》（卷177）：“文孚十一月授东阁大学士。”
396. ↑  《清史稿》（卷177）：“穆彰阿十一月转吏部尚书、协办大学士。”
397. ↑  《清史稿》（卷177）：“潘世恩正月丁亥以体仁阁大学士在军机大臣上行走。”
398. ↑  《清史稿》（卷177）：“曹振镛正月癸亥卒。”
399. ↑  《清史稿》（卷177）：“文孚二月转授文渊阁大学士。四月，差勘东河。七月甲辰，以重听自乞罢直。”
400. ↑  《清史稿》（卷177）：“潘世恩二月转授东阁大学士。”
401. ↑  《清史稿》（卷177）：“王鼎二月协办大学士。”
402. ↑  《清史稿》（卷177）：“赵盛奎七月甲辰以刑部右侍郎在军机大臣上学习行走，时差往湖北等处按狱。 八月，转户部左侍郎。”
403. ↑  《清史稿》（卷177）：“赛尚阿七月甲辰以工部右侍郎在军机大臣上学习行走。”
404. ↑  《清史稿》（卷177）：“穆彰阿七月授武英殿大学士。”
405. ↑  《清史稿》（卷177）：“赵盛奎六月内召。七月庚子，以事降级，免直。”
406. ↑  《清史稿》（卷177）：“赛尚阿十一月转户部右侍郎。”
407. ↑  《清史稿》（卷177）：“穆彰阿三月命署直隶总督。七月，还。”
408. ↑  《清史稿》（卷177）：“潘世恩正月加太子太保。”
409. ↑  《清史稿》（卷177）：“赛尚阿七月壬午授察哈尔都统。出。”
410. ↑  《清史稿》（卷177）：“奎照六月戊午以左都御史在军机大臣上学习行走。”
411. ↑  《清史稿》（卷177）：“文庆六月戊午以户部左侍郎在军机大臣上学习行走。”
412. ↑  《清史稿》（卷177）：“穆彰阿五月转授文华殿大学士。八月，丁母忧给假。寻仍入直。”
413. ↑  《清史稿》（卷177）：“潘世恩五月转授武英殿大学士。”
414. ↑  《清史稿》（卷177）：“王鼎五月授东阁大学士。”
415. ↑  《清史稿》（卷177）：“奎照正月去“行走上学习”字。七月，转礼部尚书。”
416. ↑  《清史稿》（卷177）：“文庆正月去“行走上学习”字。”
417. ↑  《清史稿》（卷177）：“奎照正月壬戌以体弱罢直。”
418. ↑  《清史稿》（卷177）：“文庆十二月丙戌罢直。”
419. ↑  《清史稿》（卷177）：“隆文十二月癸未以刑部尚书在军机大臣上行走。”
420. ↑  《清史稿》（卷177）：“王鼎正月晋太子太保。”
421. ↑  《清史稿》（卷177）：“隆文正月转户部尚书。”
422. ↑  《清史稿》（卷177）：“何汝霖三月丙申以大理寺少卿加三品衔在军机大臣上学习行走。旋迁宗人府府丞。”
423. ↑  《清史稿》（卷177）：“王鼎七月差赴东河督办大工。八月，暂署河道总督。”
424. ↑  《清史稿》（卷177）：“隆文正月甲午命赴广东参赞军务。出。”
425. ↑  《清史稿》（卷177）：“何汝霖十二月迁左副都御史。”
426. ↑  《清史稿》（卷177）：“赛尚阿正月乙未复以理籓院尚书在军机大臣上行走。旋差赴天津会勘防务。五月，转工部尚书。十月，再差赴天津勘视海口防具。十一月，还。”
427. ↑  《清史稿》（卷177）：“祁寯藻九月己未以户部尚书在军机大臣上行走。”
428. ↑  《清史稿》（卷177）：“穆彰阿二月差赴天津会办防务。寻还直。”
429. ↑  《清史稿》（卷177）：“王鼎二月河工竣，晋太子太师。三月，还。四月戊申，卒。”
430. ↑  《清史稿》（卷177）：“赛尚阿五月授钦差大臣赴天津防堵。七月，撤防还直。”
431. ↑  《清史稿》（卷177）：“何汝霖五月迁兵部右侍郎，去“行走上学习”字。十一月，转户部右侍郎。”
432. ↑  《清史稿》（卷177）：“何汝霖六月差赴东河勘工。九月，还。”
433. ↑  《清史稿》（卷177）：“何汝霖十二月转户部左侍郎。”
434. ↑  《清史稿》（卷177）：“赛尚阿二月转户部尚书。”
435. ↑  《清史稿》（卷177）：“何汝霖四月迁兵部尚书。”
436. ↑  《清史稿》（卷177）：“赛尚阿正月差赴江南勘视江防。六月，还。”
437. ↑  《清史稿》（卷177）：“何汝霖五月丙戌以母忧免。”
438. ↑  《清史稿》（卷177）：“文庆五月丁亥复以兵部尚书在军机大臣上行走。九月，差赴河南勘赈。”
439. ↑  《清史稿》（卷177）：“陈孚恩五月丁亥以署兵部左侍郎在军机大臣上行走。寻差赴山东勘事。十一月，署山东巡抚。旋转刑部右侍郎。十二月，还。”
440. ↑  《清史稿》（卷177）：“潘世恩正月晋太傅，赐用紫缰。”
441. ↑  《清史稿》（卷177）：“文庆二月壬子，转吏部尚书兼总管内务府大臣，命罢直。”
442. ↑  《清史稿》（卷177）：“潘世恩十月甲申以年老罢直。”
443. ↑  《清史稿》（卷177）：“祁寯藻七月协办大学士。十月，差赴兰州勘事。”
444. ↑  《清史稿》（卷177）：“陈孚恩闰四月差赴山西勘事。六月，还。七月，转工部左侍郎。十二月，迁刑部尚书。”
445. ↑  《清史稿》（卷177）：“何汝霖九月戊午复以一品衔署礼部左侍郎、服阕兵部尚书在军机大臣上行走。十月，署户部尚书。”
446. ↑  《清史稿》（卷177）：“季芝昌九月戊申，以原任山西巡抚、署吏部右侍郎在军机大臣上行走。十二月，授户部左侍郎。”
447. ↑  《清史稿》（卷177）：“穆彰阿十月丙戌革职。”
448. ↑  《清史稿》（卷177）：“祁寯藻二月还。六月，授体仁阁大学士。”
449. ↑  《清史稿》（卷177）：“赛尚阿十月协办大学士。”
450. ↑  《清史稿》（卷177）：“何汝霖五月授礼部尚书。”
451. ↑  《清史稿》（卷177）：“陈孚恩五月庚戌乞养，罢。”
452. ↑  《清史稿》（卷177）：“季芝昌六月迁左都御史。”
453. ↑  《清史稿》（卷177）：“赛尚阿正月授文华殿大学士。三月，加钦差大臣，督办广西军务。”
454. ↑  《清史稿》（卷177）：“季芝昌五月乙巳授闽浙总督。出。”
455. ↑  《清史稿》（卷177）：“穆廕三月丙申以候补五品京堂、内阁侍读在军机大臣上学习行走。十二月，授国子监祭酒。”
456. ↑  《清史稿》（卷177）：“舒兴阿四月己未以户部左侍郎在军机大臣上行走。闰八月辛亥，署陕甘总督。出。”
457. ↑  《清史稿》（卷177）：“彭蕴章五月壬子以工部右侍郎在军机大臣上行走。 ”
458. ↑  《清史稿》（卷177）：“赛尚阿督办广西军务。九月己酉，革职。”
459. ↑  《清史稿》（卷177）：“祁寯藻三月加太子太保。”
460. ↑  《清史稿》（卷177）：“何汝霖正月以腿病乞假。三月丁卯，许罢直。”
461. ↑  《清史稿》（卷177）：“穆廕二月迁光禄寺卿，再迁内阁学士。”
462. ↑  《清史稿》（卷177）：“邵灿五月癸亥以吏部左侍郎在军机大臣上行走。”
463. ↑  《清史稿》（卷177）：“麟魁五月癸亥以户部右侍郎在军机大臣上行走。七月，迁工部尚书。”
464. ↑  《清史稿》（卷177）：“麟魁九月转礼部尚书。十月戊寅，授总管内务府大臣，命罢直。”
465. ↑  《清史稿》（卷177）：“彭蕴章十二月转兵部左侍郎。”
466. ↑  《清史稿》（卷177）：“邵灿十二月乙未授漕运总督。出。”
467. ↑  《清史稿》（卷177）：“穆廕四月署刑部左侍郎。九月，迁礼部左侍郎。十月，去“行走上学习”字。”
468. ↑  《清史稿》（卷177）：“恭亲王奕十月戊寅命在军机大臣上行走。”
469. ↑  《清史稿》（卷177）：“瑞麟十月戊寅以户部右侍郎在军机大臣上行走。寻差赴天津帮办防剿。”
470. ↑  《清史稿》（卷177）：“杜翰十二月丙申以工部左侍郎在军机大臣上行走。”
471. ↑  《清史稿》（卷177）：“祁寯藻八月病假。十一月庚寅，致仕。”
472. ↑  《清史稿》（卷177）：“彭蕴章三月转礼部左侍郎。五月，迁工部尚书。”
473. ↑  《清史稿》（卷177）：“瑞麟闰七月转户部左侍郎。”
474. ↑  《清史稿》（卷177）：“穆廕十月转吏部右侍郎。”
475. ↑  《清史稿》（卷177）：“恭亲王奕七月壬午以办理皇太后丧仪疏略免直。”
476. ↑  《清史稿》（卷177）：“彭蕴章十二月协办大学士。”
477. ↑  《清史稿》（卷177）：“瑞麟正月以劳赐勇号，加都统衔。二月，还。四月己未，授西安将军。出。”
478. ↑  《清史稿》（卷177）：“文庆七月壬午复以户部尚书在军机大臣上行走。九月，协办大学士。十二月，授文渊阁大学士。”
479. ↑  《清史稿》（卷177）：“文庆十一月授武英殿大学士。旋卒。”
480. ↑  《清史稿》（卷177）：“彭蕴章十一月授文渊阁大学士。”
481. ↑  《清史稿》（卷177）：“柏葰十一月壬申，以户部尚书在军机大臣上行走。十二月，协办大学士。”
482. ↑  《清史稿》（卷177）：“彭蕴章九月转授武英殿大学士。”
483. ↑  《清史稿》（卷177）：“柏葰九月授文渊阁大学士。十月戊辰，以顺天科场之狱革职。”
484. ↑  《清史稿》（卷177）：“杜翰九月甲午以降服忧罢直。”
485. ↑  《清史稿》（卷177）：“匡源五月戊戌以吏部左侍郎在军机大臣上学习行走。”
486. ↑  《清史稿》（卷177）：“文祥五月戊戌以内阁学士署刑部左侍郎，在军机大臣上学习行走。六月，迁礼部右侍郎。十二月，转吏部右侍郎。”
487. ↑  《清史稿》（卷177）：“穆廕十二月转兵部尚书。”
488. ↑  《清史稿》（卷177）：“匡源十月去“行走上学习”字。”
489. ↑  《清史稿》（卷177）：“文祥十月，去“行走上学习”字，转工部右侍郎。十一月，转户部左侍郎。”
490. ↑  《清史稿》（卷177）：“杜翰十月癸卯复以署吏部右侍郎、服阕工部左侍郎在军机大臣上行走。”
491. ↑  《清史稿》（卷177）：“彭蕴章六月壬申以精力渐衰罢直。”
492. ↑  《清史稿》（卷177）：“穆廕七月与怡亲王载垣同为钦差大臣，赴通州筹办抚局。八月，撤还。旋扈从热河行在。九月，丁父忧，给假十四日，仍入直。”
493. ↑  《清史稿》（卷177）：“匡源八月扈从热河行在。”
494. ↑  《清史稿》（卷177）：“文祥八月命留京署步军统领。旋命兼办军机处钞发各省摺奏要件。十二月， 兼总理各国通商事务大臣。”
495. ↑  《清史稿》（卷177）：“杜翰八月扈从热河行在。九月，署礼部右侍郎。”
496. ↑  《清史稿》（卷177）：“焦祐瀛十月戊子以太常寺少卿在军机大臣上学习行走。”
497. ↑  《清史稿》（卷177）：“穆廕七月随怡亲王载垣等同称赞襄政务大臣。九月乙卯，免直。”
498. ↑  《清史稿》（卷177）：“
匡源四月给假回京，仍赴行在。七月，随称赞襄政务大臣。九月乙卯，免直”
499. ↑  《清史稿》（卷177）：“杜翰四月兼署吏部左侍郎。七月，随称赞襄政务大臣。九月乙卯，免直。”
500. ↑  《清史稿》（卷177）：“焦祐瀛七月随称赞襄政务大臣。八月，迁太仆寺卿。九月乙卯，免直。”
501. ↑  《清史稿》（卷177）：“恭亲王奕十月丙辰复以管理总理各国通商事务衙门、亲王加授议政王在军机处行走。”
502. ↑  《清史稿》（卷177）：“桂良十月丙辰以太子太保、文华殿大学士兼总理各国通商事务大臣，在军机大臣上行走。”
503. ↑  《清史稿》（卷177）：“沈兆霖十月丙辰以户部尚书在军机大臣上行走。旋差赴兰州勘事。”
504. ↑  《清史稿》（卷177）：“文祥十月丙辰仍以户部左侍郎在军机大臣上行走。”
505. ↑  《清史稿》（卷177）：“宝鋆十月丙辰以户部右侍郎在军机大臣上行走。旋兼总理各国通商事务大臣。”
506. ↑  《清史稿》（卷177）：“曹毓瑛十月丙辰以鸿胪寺少卿在军机大臣上学习行走。旋迁大理寺卿。”
507. ↑  《清史稿》（卷177）：“恭亲王奕二月兼稽察弘德殿课程。”
508. ↑  《清史稿》（卷177）：“桂良六月壬申卒。”
509. ↑  《清史稿》（卷177）：“沈兆霖正月命署陕甘总督。七月乙酉，卒。”
510. ↑  《清史稿》（卷177）：“宝鋆正月转户部左侍郎。二月，迁户部尚书。”
511. ↑  《清史稿》（卷177）：“文祥正月迁左都御史。闰八月，转工部尚书。”
512. ↑  《清史稿》（卷177）：“曹毓瑛十月去“行走上学习”字。”
513. ↑  《清史稿》（卷177）：“李棠阶闰八月癸巳，以左都御史在军机大臣上行走。”
514. ↑  《清史稿》（卷177）：“李棠阶二月转工部尚书。”
515. ↑  《清史稿》（卷177）：“曹毓瑛正月迁工部左侍郎。二月，转兵部左侍郎。”
516. ↑  《清史稿》（卷177）：“恭亲王奕七月加赐其子一贝勒。”
517. ↑  《清史稿》（卷177）：“文祥七月加太子太保。”
518. ↑  《清史稿》（卷177）：“宝鋆七月加太子少保。”
519. ↑  《清史稿》（卷177）：“李棠阶七月加太子少保，转礼部尚书。”
520. ↑  《清史稿》（卷177）：“曹毓瑛七月赐头品顶带。”
521. ↑  《清史稿》（卷177）：“ 恭亲王奕三月壬寅被劾，撤“议政王”号，免直。四月戊寅，仍命在军机大臣上行走。”
522. ↑  《清史稿》（卷177）：“文祥七月差赴蓟州督剿马贼。八月，还。十月，给假迎养，命赴奉天督剿马贼。”
523. ↑  《清史稿》（卷177）：“李棠阶十一月卒。”
524. ↑  《清史稿》（卷177）：“曹毓瑛二月迁左都御史。十一月，转兵部尚书。”
525. ↑  《清史稿》（卷177）：“李鸿藻十一月壬申以弘德殿行走、内阁学士在军机大臣上学习行走，仍兼弘德殿。”
526. ↑  《清史稿》（卷177）：“文祥二月转吏部尚书。五月，还。”
527. ↑  《清史稿》（卷177）：“曹毓瑛三月卒。”
528. ↑  《清史稿》（卷177）：“李鸿藻二月迁礼部右侍郎。三月，转户部右侍郎，去“行走上学习”字。七月，丁母忧，给假百日治丧。十月辛丑，乞病，许罢直。”
529. ↑  《清史稿》（卷177）：“胡家玉三月戊子以左副都御史在军机大臣上学习行走。七月，迁兵部左侍郎。十二月辛卯，被劾受总督官文餽金，免直。”
530. ↑  《清史稿》（卷177）：“汪元方十月辛丑以左都御史在军机大臣上行走。”
531. ↑  《清史稿》（卷177）：“汪元方十月卒。”
532. ↑  《清史稿》（卷177）：“沈桂芬十月甲午，以前任山西巡抚、署礼部右侍郎在军机大臣上学习行走。十二月补礼部右侍郎。”
533. ↑  《清史稿》（卷177）：“恭亲王奕二月，捻贼逼京师，命节制入诸军。”
534. ↑  《清史稿》（卷177）：“沈桂芬三月去“行走上学习”字，转户部左侍郎。七月，转吏部左侍郎。”
535. ↑  《清史稿》（卷177）：“李鸿藻六月戊午复以服阕户部右侍郎在军机大臣上行走，仍直弘德殿，并署礼部左侍郎。”
536. ↑  《清史稿》（卷177）：“文祥九月病假。十二月，丁母忧，给假穿孝百日，假满入直。”
537. ↑  《清史稿》（卷177）：“沈桂芬六月迁左都御史。十月，兼在总理各国通商事务衙门行走。”
538. ↑  《清史稿》（卷177）：“李鸿藻八月补户部右侍郎。”
539. ↑  《清史稿》（卷177）：“文祥二月给假归葬。九月，还，仍病假。”
540. ↑  《清史稿》（卷177）：“沈桂芬四月，转兵部尚书。”
541. ↑  《清史稿》（卷177）：“文祥二月协办大学士。”
542. ↑  《清史稿》（卷177）：“李鸿藻七月迁左都御史。”
543. ↑  《清史稿》（卷177）：“恭亲王奕九月赐其爵世袭罔替。”
544. ↑  《清史稿》（卷177）：“文祥六月授体仁阁大学士。九月，赐乘朝舆。”
545. ↑  《清史稿》（卷177）：“宝鋆六月转吏部尚书。九月，晋太子太保。”
546. ↑  《清史稿》（卷177）：“沈桂芬九月加太子少保。”
547. ↑  《清史稿》（卷177）：“李鸿藻八月转工部尚书。九月，加太子少保。”
548. ↑  《清史稿》（卷177）：“文祥六月给假归葬，十一月，还。”
549. ↑  《清史稿》（卷177）：“恭亲王奕七月晦降郡王，夺世袭。八月朔，仍晋亲王，世袭如故。”
550. ↑  《清史稿》（卷177）：“文祥十二月转授武英殿大学士。”
551. ↑  《清史稿》（卷177）：“宝鋆二月协办大学士。八月，转兵部尚书。”
552. ↑  《清史稿》（卷177）：“李鸿藻十月，上有疾，代批答章奏。”
553. ↑  《清史稿》（卷177）：“文祥十二月病假。”
554. ↑  《清史稿》（卷177）：“沈桂芬正月协办大学士。”
555. ↑  《清史稿》（卷177）：“文祥五月甲午卒。”
556. ↑  《清史稿》（卷177）：“李鸿藻十月兼在总理各国通商事务衙门行走。”
557. ↑  《清史稿》（卷177）：“景廉三月丁未以左都御史、署工部尚书在军机大臣上学习行走。十月，兼在总理各国通商事务衙门行走。”
558. ↑  《清史稿》（卷386）：“（宝鋆）光绪三年，晋武英殿大学士。”
559. ↑  《清史稿》（卷177）：“李鸿藻九月丙寅以本生母忧免。”
560. ↑  《清史稿》（卷177）：“景廉正月补工部尚书，去“行走上学习”字。”
561. ↑  《清史稿》（卷177）：“景廉五月转户部尚书。”
562. ↑  《清史稿》（卷177）：“王文韶二月乙酉以前任湖南巡抚在军机大臣上学习行走。旋署兵部左侍郎。四月，补礼部左侍郎。七月，兼在总理各国通商事务衙门行走。”
563. ↑  《清史稿》（卷177）：“宝鋆三月晋太子太傅。”
564. ↑  《清史稿》（卷177）：“沈桂芬三月晋太子太傅。”
565. ↑  《清史稿》（卷177）：“王文韶正月去“行走上学习”字。二月，转户部左侍郎。”
566. ↑  《清史稿》（卷177）：“沈桂芬十二月癸亥卒。”
567. ↑  《清史稿》（卷177）：“李鸿藻正月丙子，复以服阕工部尚书、署吏部尚书在军机大臣上行走，仍兼在总理各国通商事务衙门行走。”
568. ↑  《清史稿》（卷177）：“李鸿藻正月补兵部尚书。六月，协办大学士。”
569. ↑  《清史稿》（卷177）：“左宗棠正月壬辰以太子太保、二等恪靖侯、东阁大学士在军机大臣上行走，兼在总理各国通商事务衙门行走。八月，病假。九月乙未，授两江总督。出。”
570. ↑  《清史稿》（卷177）：“李鸿藻正月转吏部尚书。”
571. ↑  《清史稿》（卷177）：“王文韶正月兼署户部尚书。十月，给假。十一月丁亥，乞养，罢。”
572. ↑  《清史稿》（卷177）：“翁同龢十一月丁亥以毓庆宫行走、太子少保、工部尚书在军机大臣上行走。”
573. ↑  《清史稿》（卷177）：“潘祖荫十一月戊子以太子少保、刑部尚书在军机大臣上行走。”
574. ↑  《清史稿》（卷177）：“景廉六月以事降调，仍在军机大臣上行走。七月，补内阁学士。八月，迁吏部左侍郎。十一月，迁兵部尚书。”
575. ↑  《清史稿》（卷177）：“潘祖荫正月丙午以父忧免。”
576. ↑  《清史稿》（卷177）：“恭亲王奕三月戊子命归第养病。”
577. ↑  《清史稿》（卷177）：“宝鋆三月戊子休致。”
578. ↑  《清史稿》（卷177）：“李鸿藻三月戊子降调，免直。”
579. ↑  《清史稿》（卷177）：“景廉三月戊子降调，免直。”
580. ↑  《清史稿》（卷177）：“翁同龢三月戊子免直，仍在毓庆宫行走。”
581. ↑  《清史稿》（卷177）：“礼亲王世铎三月戊子命在军机大臣上行走。己丑，奉懿旨，军机处紧要事件，会同醇亲王奕譞商办。”
582. ↑  《清史稿》（卷177）：“额勒和布三月戊子以户部尚书在军机大臣上行走。五月，协办大学士。九月，授体仁阁大学士。”
583. ↑  《清史稿》（卷177）：“阎敬铭三月戊子以户部尚书在军机大臣上行走，兼在总理各国通商事务衙门行走。五月，协办大学士。”
584. ↑  《清史稿》（卷177）：“张之万三月戊子以刑部尚书在军机大臣上行走。”
585. ↑  《清史稿》（卷177）：“孙毓汶三月戊子以工部左侍郎在军机大臣上学习行走。”
586. ↑  《清史稿》（卷177）：“许庚身三月癸巳以刑部右侍郎在军机大臣上学习行走，命不必常川入直，并在总理各国通商事务衙门行走。八月，去“行走上学习”字。”
587. ↑  《清史稿》（卷177）：“左宗棠五月己亥复以太子太保、二等恪靖侯、东阁大学士在军机大臣上行走。七月庚申，命往福建督办军务。出。”
588. ↑  《清史稿》（卷177）：“额勒和布十一月转授武英殿大学士。”
589. ↑  《清史稿》（卷177）：“阎敬铭十一月授东阁大学士。”
590. ↑  《清史稿》（卷177）：“张之万十一月协办大学士。”
591. ↑  《清史稿》（卷177）：“许庚身十二月署兵部尚书。”
592. ↑  《清史稿》（卷177）：“孙毓汶六月去“行走上学习”字，并在总理各国通商事务衙门行走。”
593. ↑  《清史稿》（卷177）：“阎敬铭九月丁巳，乞病，罢直。”
594. ↑  《清史稿》（卷177）：“许庚身九月转吏部右侍郎，仍署兵部尚书。”
595. ↑  《清史稿》（卷177）：“许庚身七月实授兵部尚书。”
596. ↑  《清史稿》（卷177）：“孙毓汶七月授吏部右侍郎。”
597. ↑  《清史稿》（卷177）：“礼亲王世铎正月赐增护卫。”
598. ↑  《清史稿》（卷177）：“额勒和布正月加太子太保。”
599. ↑  《清史稿》（卷177）：“张之万正月授体仁阁大学士，加太子太保。”
600. ↑  《清史稿》（卷177）：“许庚身正月加太子少保。”
601. ↑  《清史稿》（卷177）：“孙毓汶正月迁刑部尚书，加太子少保。”
602. ↑  《清史稿》（卷177）：“张之万八月转授东阁大学士。”
603. ↑  《清史稿》（卷177）：“孙毓汶五月病假。十月，续假。”
604. ↑  《清史稿》（卷177）：“许庚身十一月卒。”
605. ↑  《清史稿》（卷177）：“孙毓汶十二月转兵部尚书。”
606. ↑  《清史稿》（卷177）：“徐用仪十二月辛亥以总理各国通商事务大臣、吏部左侍郎在军机大臣上学习行走。”
607. ↑  《清史稿》（卷177）：“礼亲王世铎正月赐食双俸，再增护卫。”
608. ↑  《清史稿》（卷177）：“额勒和布正月赐用紫缰。十月壬戌，免直。”
609. ↑  《清史稿》（卷177）：“张之万正月赐用紫缰。十月壬戌，免直。”
610. ↑  《清史稿》（卷177）：“孙毓汶正月赐用紫缰。”
611. ↑  《清史稿》（卷177）：“徐用仪正月加太子少保。六月，去“行走上学习”字。”
612. ↑  《清史稿》（卷177）：“翁同龢十月己酉复以太子少保、户部尚书在军机大臣上行走，并会办军务。”
613. ↑  《清史稿》（卷177）：“李鸿藻十月己酉复以太子少保、礼部尚书在军机大臣上行走，并会办军务。”
614. ↑  《清史稿》（卷177）：“刚毅十月己酉以原任广东巡抚在军机大臣上行走。旋以侍郎候补署礼部右侍郎。十一月，补实。十二月，转礼部左侍郎。”
615. ↑  《清史稿》（卷177）：“恭亲王奕十一月庚辰复授军机大臣，督办军务。”
616. ↑  《清史稿》（卷177）：“孙毓汶五月病假。六月甲戌，免。”
617. ↑  《清史稿》（卷177）：“翁同龢六月兼在总理各国通商事务衙门行走。”
618. ↑  《清史稿》（卷177）：“李鸿藻六月仍兼在总理各国通商事务衙门行走。”
619. ↑  《清史稿》（卷177）：“徐用仪六月乙酉免直。”
620. ↑  《清史稿》（卷177）：“刚毅十月转户部右侍郎。”
621. ↑  《清史稿》（卷177）：“钱应溥六月乙酉以礼部左侍郎在军机大臣上行走。”
622. ↑  《清史稿》（卷177）：“李鸿藻七月病假。十月，协办大学士。旋转吏部尚书。”
623. ↑  《清史稿》（卷177）：“刚毅四月迁工部尚书。”
624. ↑  《清史稿》（卷177）：“钱应溥十月迁左都御史。”
625. ↑  《清史稿》（卷177）：“李鸿藻三月病假。七月，卒。”
626. ↑  《清史稿》（卷177）：“翁同龢八月协办大学士。”
627. ↑  《清史稿》（卷177）：“刚毅七月转刑部尚书。”
628. ↑  《清史稿》（卷177）：“钱应溥七月转工部尚书。”
629. ↑  《清史稿》（卷177）：“恭亲王奕四月壬辰薨。”
630. ↑  《清史稿》（卷177）：“翁同龢四月己酉免。”
631. ↑  《清史稿》（卷177）：“刚毅闰三月转兵部尚书、协办大学士。”
632. ↑  《清史稿》（卷177）：“廖寿恒二月甲子以太子少保、总理各国通商事务大臣、刑部尚书在军机大臣上学习行走。八月，转礼部尚书。”
633. ↑  《清史稿》（卷177）：“王文韶五月丁巳复以户部尚书在军机大臣上行走，仍兼总理各国通商事务衙门行走。六月，命督办矿务铁路事。 ”
634. ↑  《清史稿》（卷177）：“裕禄五月乙亥以原授四川总督在军机大臣上行走。七月，署礼部尚书，兼在总理各国通商事务衙门行走。八月甲午，授直隶总督。出。”
635. ↑  《清史稿》（卷177）：“荣禄八月甲午以文渊阁大学士、现任直隶总督内召在军机大臣上行走，管兵部事，仍节制北洋海陆诸军。”
636. ↑  《清史稿》（卷177）：“启秀十二月甲寅以礼部尚书在军机大臣上行走。”
637. ↑  《清史稿》（卷177）：“刚毅四月差赴江南各省。十一月，还直。”
638. ↑  《清史稿》（卷177）：“王文韶十一月协办大学士。”
639. ↑  《清史稿》（卷177）：“钱应溥四月病假。五月甲寅，病罢。”
640. ↑  《清史稿》（卷177）：“廖寿恒十一月甲寅免直。”
641. ↑  《清史稿》（卷177）：“赵舒翘十一月甲寅以总理各国通商事务大臣、刑部尚书在军机大臣上学习行走。旋兼管顺天府尹事。”
642. ↑  《清史稿》（卷177）：“礼亲王世铎七月，车驾西巡，未随扈。八月，召赴行在。陈病状，未至。”
643. ↑  《清史稿》（卷177）：“荣禄七月派为留京办事大臣。闰八月，召赴西安行在。”
644. ↑  《清史稿》（卷177）：“刚毅三月转吏部尚书。五月，差赴保定一带解散义和拳。旋召还。七月，随扈行在。闰八月，卒。”
645. ↑  《清史稿》（卷177）：“王文韶二月加太子少保。七月，扈从行在。十月，授体仁阁大学士。”
646. ↑  《清史稿》（卷177）：“启秀五月兼在总理各国通商事务衙门行走。七月，未随扈。十二月庚申，革逮。”
647. ↑  《清史稿》（卷177）：“赵舒翘五月差赴保定一带解散义和拳。越二日回京。七月，扈从行在。九月，革职留任。十二月壬戌，革论。”
648. ↑  《清史稿》（卷177）：“端郡王载漪八月丙子大同行在命为军机大臣。闰八月辛丑，免。”
649. ↑  《清史稿》（卷177）：“鹿传霖闰八月辛丑以随扈行在新授两广总督在军机大臣上行走。旋命以尚书候补。九月，授左都御史，转礼部尚书。十月，转户部尚书。”
650. ↑  《清史稿》（卷177）：“礼亲王世铎七月丙寅罢直。”
651. ↑  《清史稿》（卷177）：“荣禄三月兼督办政务大臣。八月，赐用紫缰，随扈还京。十月，加太子太保。十二月，转授武英殿大学士。”
652. ↑  《清史稿》（卷177）：“王文韶三月兼督办政务大臣。六月，兼外务部会办大臣。八月，赐用紫缰，随扈还京。九月，命办理京榆铁路事。旋署议和全权大臣。十二月，兼督办路矿大臣，转授文渊阁大学士。”
653. ↑  《清史稿》（卷177）：“鹿传霖三月兼督办政务大臣。”
654. ↑  《清史稿》（卷177）：“瞿鸿禨四月甲辰，以工部尚书在军机大臣上学习行走，兼督办政务大臣。六月，转外务部尚书，兼会办大臣。九月，命办理京榆铁路事。十二月，兼会办路矿大臣。旋去“行走上学习”字。”
655. ↑  《清史稿》（卷177）：“荣禄三月戊辰卒。”
656. ↑  《清史稿》（卷177）：“王文韶四月转授武英殿大学士。”
657. ↑  《清史稿》（卷177）：“瞿鸿禨九月命会办财政处事务。”
658. ↑  《清史稿》（卷177）：“庆亲王奕劻三月庚午以督办政务大臣、外务部总理大臣为军机大臣。九月，命总理财政处事务。十月，总理练兵处事务。”
659. ↑  《清史稿》（卷177）：“荣庆九月丙申以管学大臣、户部尚书在军机大臣上学习行走，兼督办政务大臣。十一月，改兼学务大臣。十二月，去“行走上学习”字。”
660. ↑  《清史稿》（卷177）：“王文韶五月庚子以衰老罢直。”
661. ↑  《清史稿》（卷177）：“鹿传霖四月转吏部尚书。”
662. ↑  《清史稿》（卷177）：“荣庆十一月转学部尚书。十二月，协办大学士。”
663. ↑  《清史稿》（卷177）：“徐世昌五月庚子以署兵部左侍郎在军机大臣上学习行走，兼督办政务大臣。旋命会办练兵事宜。六月，命出洋考察政治，未行。九月，迁巡警部尚书。十二月，去“行走上学习”字。”
664. ↑  《清史稿》（卷177）：“铁良七月丁酉以会办练兵事宜、署兵部尚书、户部左侍郎在军机大臣上学习行走，兼督办政务大臣。十一月，迁户部尚书。十二月，去“行走上学习”字。”
665. ↑  《清史稿》（卷177）：“三十二年丙午九月甲寅，定军机大臣均兼会议政务大臣。”
666. ↑  《清史稿》（卷177）：“庆亲王奕劻九月甲寅改官制，仍授军机大臣。”
667. ↑  《清史稿》（卷177）：“鹿传霖九月甲寅改官制，命专管部务，罢直。”
668. ↑  《清史稿》（卷177）：“瞿鸿禨正月协办大学士。九月甲寅，改官制，仍授军机大臣。”
669. ↑  《清史稿》（卷177）：“荣庆九月甲寅，改官制，命专管部务，罢直。”
670. ↑  《清史稿》（卷177）：“铁良四月兼督办税务大臣。九月甲寅，改官制，授陆军部尚书，罢直。”
671. ↑  《清史稿》（卷177）：“徐世昌九月甲寅改官制，授民政部尚书，罢直。”
672. ↑  《清史稿》（卷177）：“世续九月甲寅以东阁大学士为军机大臣。”
673. ↑  《清史稿》（卷177）：“林绍年九月甲寅，以开缺广西巡抚、候补侍郎在军机大臣上学习行走。十一月，入直。”
674. ↑  《清史稿》（卷177）：“庆亲王奕劻三月命兼管陆军部事务。”
675. ↑  《清史稿》（卷177）：“世续六月转授文渊阁大学士。”
676. ↑  《清史稿》（卷177）：“瞿鸿禨五月丁卯免。”
677. ↑  《清史稿》（卷177）：“林绍年二月署邮传部尚书。五月，补度支部左侍郎。七月癸巳，授河南巡抚。出。”
678. ↑  《清史稿》（卷177）：“鹿传霖五月己巳复以吏部尚书为军机大臣，即罢管部务。六月，协办大学士。”
679. ↑  《清史稿》（卷177）：“醇亲王载沣五月己巳命在军机大臣上学习行走。”
680. ↑  《清史稿》（卷177）：“张之洞七月丙辰以太子少保、体仁阁大学士为军机大臣。八月，兼管学部事。”
681. ↑  《清史稿》（卷177）：“袁世凯七月丙辰以太子少保、外务部尚书为军机大臣。”
682. ↑  《清史稿》（卷177）：“庆亲王奕劻十一月赐其爵世袭罔替。”
683. ↑  《清史稿》（卷177）：“醇亲王载沣正月去“行走上学习”字。十月癸酉，封摄政王。”
684. ↑  《清史稿》（卷177）：“世续十一月加太子少保，赐用紫缰。”
685. ↑  《清史稿》（卷177）：“张之洞十一月晋太子太保，赐用紫缰。十二月，兼督办鄂境川汉铁路大臣。”
686. ↑  《清史稿》（卷177）：“鹿传霖二月差赴山西勘事。三月，还。旋兼办理禁烟大臣。十一月，加太子少保，赐用紫缰。”
687. ↑  《清史稿》（卷177）：“袁世凯十一月晋太子太保，赐用紫缰。十二月壬戌，免。”
688. ↑  《清史稿》（卷177）：“那桐十二月壬戌以太子少保、东阁大学士、外务部会办大臣在军机大臣上学习行走。”
689. ↑  《清史稿》（卷177）:“庆亲王奕劻正月，命总核筹办海军处事务。六月，辞兼管陆军部事务。”
690. ↑  《清史稿》（卷177）:“世续十一月，转授文华殿大学士。”
691. ↑  《清史稿》（卷177）:“张之洞八月丁酉，卒。”
692. ↑  《清史稿》（卷177）:“那桐正月，去“行走上学习”字。二月，丁母忧。四月，仍命入直。十一月， 转授文渊阁大学士。”
693. ↑  《清史稿》（卷177）:“鹿传霖九月，授体仁阁大学士。十月，晋太子太保。十一月，转授东阁大学士。”
694. ↑  《清史稿》（卷177）:“戴鸿慈八月己亥，以法部尚书在军机大臣上学习行走。十一月，协办大学士。”
695. ↑  《清史稿》（卷177）:“世续七月甲寅，命专管内阁事务，置直。”
696. ↑  《清史稿》（卷177）:“鹿传霖三月，病假。七月癸亥，卒。”
697. ↑  《清史稿》（卷177）:“戴鸿慈正月戊午，卒。”
698. ↑  《清史稿》（卷177）:“吴郁生正月癸亥，以内阁学士在军机大臣上学习行走。二月，迁吏部左侍郎。 旋开部缺，以侍郎入直如故。七月甲寅，罢直。”
699. ↑  《清史稿》（卷177）:“贝勒毓朗七月甲寅，以步军统领为军机大臣。”
700. ↑  《清史稿》（卷177）:“徐世昌七月甲寅，复以协办大学士为军机大臣。八月，授体仁阁大学士。”
701. ↑  《清史稿》（卷177）：“庆亲王奕劻四月戊寅，改授内阁总理大臣。”
702. ↑  《清史稿》（卷177）：“贝勒毓朗四月戊寅，改授军谘大臣。”
703. ↑  《清史稿》（卷177）：“那桐四月戊寅，改授内阁协理大臣。”
704. ↑  《清史稿》（卷177）：“徐世昌四月戊寅，改授内阁协理大臣。”